# Мельников-Печерский, Павел Иванович
Па́вел Ива́нович Ме́льников (псевдоним: Андре́й Пече́рский, также известен как Ме́льников-Пече́рский; 25 октября [6 ноября] 1818, Нижний Новгород — 1 [13] февраля 1883, Нижний Новгород) — русский писатель-реалист, публицист, этнограф-беллетрист. Окончив словесное отделение Казанского университета (1837), служил в Пермской и Нижегородской гимназиях. С 1847 года — на службе в Нижегородском губернском правлении; в 1850 году причислен к штату Министерства внутренних дел; как чиновник по особым поручениям занимался исследованием и искоренением старообрядчества. Практически вся его профессиональная и частная жизнь была связана с Нижегородской губернией. Дослужился до действительного статского советника (1864), кавалер ордена Св. Анны 1-й степени (1878). В 1866 году отрешён от должности чиновника особых поручений и переведён в Москву без жалованья; жил исключительно за счёт литературного труда. В отставке с 1881 года.
Дебют в качестве литератора состоялся в 1839 году, но не имел продолжения в течение 12 лет. В дальнейшем П. И. Мельников занимался публицистикой; в 1845—1850 годах — редактор неофициальной части «Нижегородских губернских ведомостей». Поддерживал многолетнее знакомство с В. И. Далем; именно Даль предложил ему литературный псевдоним «Печерский». Публиковался в «Москвитянине» и «Русском вестнике». Наиболее известен дилогией «В лесах» (1871—1874) и «На горах» (1875—1881), в которой детально описан быт и обычаи нижегородских купцов-старообрядцев; некоторые критики (Л. Аннинский, М. Ерёмин) причисляют эти романы к «национальной эпопее» в одном ряду с толстовской «Войной и миром», «Бесами» Достоевского и некоторыми другими. В романе «В лесах» излагается утопическое «Сказание о подводном граде Китеже». В этих произведениях проявилась известная противоречивость его взглядов, испытывавших славянофильско-почвенническое влияние; как государственный чиновник П. И. Мельников более склонялся к умеренному либерализму. При жизни приобрёл высокий литературный статус, в 1874 году был отпразднован 35-летний юбилей его литературной деятельности. В 1897—1911 годах были опубликованы два собрания его сочинений, обозначаемых издателями как «полные»; собрания сочинений выходили также в 1963, 1976 и 2010 годах. Несмотря на востребованность его творчества, в русской литературной традиции Мельников-Печерский остался писателем второго ряда.

## Происхождение. Становление

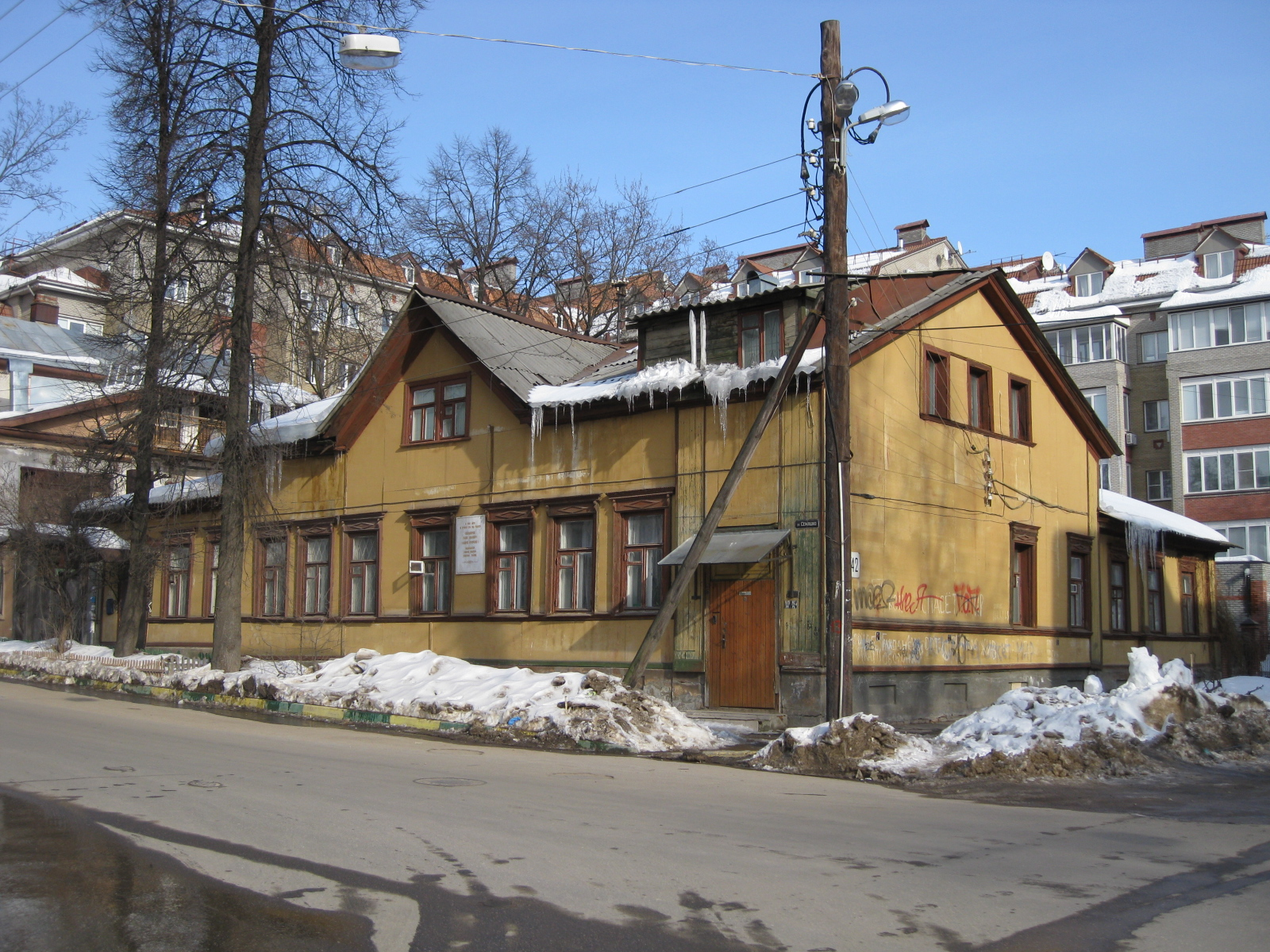
Дом, где родился П. И. Мельников-Печерский, Нижний Новгород, ул. Семашко

Павел Мельников происходил из неродовитой дворянской семьи; предание считало их выходцами с Дона. Среди семейных реликвий писатель упоминал икону Спаса с надписью, что она пожалована царём Иваном Грозным некоему Василию Мельникову, родство которого с позднейшими Мельниковыми установить не удалось. В XVIII веке представители рода Мельниковых служили в рейтарских полках «иноземного строя», но не выслужили офицерских чинов. Дед — Иван Фёдорович — родился в 1759 году, служил в армии с 13-летнего возраста и вышел в отставку по ранению в 1791 году в чине «секунд-майора морских батальонов». Далее он перешёл в статскую службу в Пермское наместничество. Женат он был на дочери священника, её звали Елизавета Ивановна; отцом будущего писателя был их второй сын Иван Иванович, родившийся в Казани 25 сентября 1788 года. И. Ф. Мельников служил тогда поручиком в Казанском адмиралтействе. В Перми в 1796 году произошёл скандал, когда Иван Фёдорович, будучи проездом в Екатеринбурге, влюбился в дочь местного чиновника и официально обвенчался с ней, став двоеженцем. Это привело к его отставке и отъезду с молодой женой в Петербург; Елизавета Мельникова с детьми бедствовала в Казани и впоследствии заболела душевно. Иван Фёдорович Мельников скончался в 1799 году, оставив всё своё состояние второй (незаконной) жене; многолетняя судебная тяжба привела к признанию этого брака незаконным, но отсудить хотя бы часть состояния первая жена так и не смогла.
Отец, Иван Иванович Мельников, в 1800 году, имея 11 лет от роду, по протекции старшего брата Василия, служившего в гвардии и выделяемого императором Павлом I, был приписан в Семёновский полк унтер-офицером. С января 1801 года он был определён в статскую службу коллежским регистратором, всё это время он жил при матери в Казани. В 1805 году он попытался поступить в только что открывшийся Казанский университет, но не прошёл по конкурсу из-за незнания латинского языка, на котором велось преподавание. В том же году он был избран сотенным начальником земского ополчения или милиции, служил при её губернском начальнике Л. Н. Энгельгардте. После роспуска милиции в 1808 году И. И. Мельников перешёл в Уфимский мушкетёрский полк, перевёлся оттуда в гарнизон Каменца-Подольского (по слухам, из-за романа с польской девушкой, но она вышла замуж за другого). В 1813 году он вступил в действующую армию и участвовал в Заграничном походе. В 1816 году по состоянию здоровья И. И. Мельников был переведён в Нижегородский гарнизон; в 1817 году он был определён в жандармскую команду, которая в те времена представляла собой конную стражу.
В январе 1818 года Иван Иванович Мельников женился на Анне Павловне Сергеевой, дочери исправника, надворного советника П. П. Сергеева. Первенец, названный в честь деда Павлом, родился в Нижнем Новгороде в семейном доме на углу Мартыновской и Тихоновской улиц (ныне — улицы Семашко и Ульянова). Ныне общепринятая дата рождения — 25 октября (6 ноября) 1818 года; ранее указывался 1819 год, указывалась также дата 22 октября 1819 года.
Дед по материнской линии — П. П. Сергеев — к тому времени 36 лет подряд избирался исправником, имея солидную репутацию. Он любил читать и собрал большую библиотеку на русском языке, в которой были переводы греческих и римских классиков, французских классицистов и сочинения всех русских писателей от Кантемира до Жуковского. Он скончался в 1824 году в Балахне, куда переселился после потери зрения и отставки. По наследству он оставил дочерям деревни Кошелево и Казанцево в Семёновском уезде (около села Хохлома, ныне это Ковернинский район). Иван Иванович Мельников с женой и двумя сыновьями — Павлом и Николаем — в 1823 году переехал в Лукоянов, где родился третий сын Фёдор. Глава семьи перешёл в статскую службу, недалеко жил и дядя — Василий Иванович Мельников, уездный предводитель дворянства в Ардатове. В 1825 году Иван Иванович Мельников был избран земским заседателем в Семёнове, где и прошли детские годы будущего писателя. Поскольку семья не была состоятельной, первоначальное образование Павел получил от матери и деда, которые любили чтение и пытались привить эту привычку всем детям и внукам. Десятилетний Павел записывал в толстые тетради стихотворения Пушкина, Жуковского, Баратынского. Был нанят и гувернёр-француз. Французскому языку дополнительно обучал врач Карл Иванович Гектор, который попал в плен в 1812 году и стал штаб-лекарем Семёновского уезда.

## Нижний Новгород — Казань — Пермь (1829—1838)

### Нижегородская гимназия

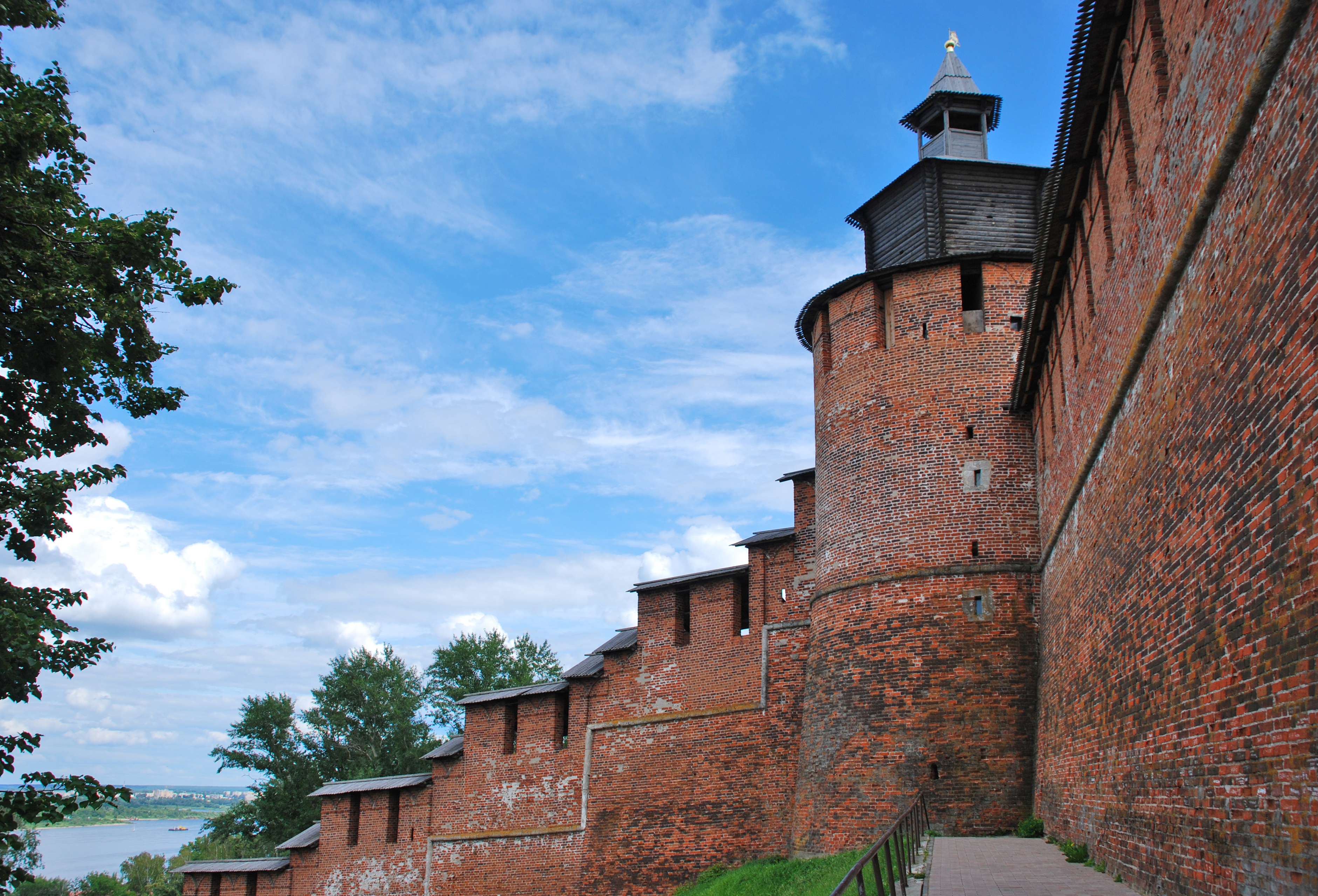
Часовая башня Нижегородского кремля. Фото 2012 года

В 1829 году 10-летнего Павла отдали в Нижегородскую гимназию. В гимназии предоставляли разностороннее гуманитарное образование, особенно учащиеся увлекались театром. В Нижнем Новгороде того времени был публичный театр, устроенный князем Н. Г. Шаховским ещё в конце XVIII века. Воспитанники гимназии устроили собственный театр в заброшенной Часовой башне Нижегородского кремля. Основу репертуара составляли пьесы Владислава Озерова (1769—1816), в том числе «Дмитрий Донской», «Фингал» (по мотивам Оссиана) и «Поликсена» (на античный сюжет). Однако это привело к конфликту с батальонным командиром, который хотел занять башню под цейхгауз. Гимназисты были под конвоем препровождены к директору гимназии и примерно наказаны. Однако самодеятельный театр был перенесён на дом к одному из товарищей и постановки продолжались. В это время Мельников сочинил трагедию в пяти действиях «Вильгельм Оранский» на сюжет истории XVI века. Литературное развитие Павла определил в последний год обучения новый учитель словесности — А. В. Савельев, который преподавал современных русских авторов и задавал гимназистам сочинения. В автобиографических записках П. И. Мельников писал:

Особенно ещё тем был полезен нам Савельев, что говорил с нами живым языком. Хотя он был не из важных педагогов, но живая речь его, а не рабское, усыпляющее своей монотонностью, повторение затверженных выражений Кошанского, ввели нас в новый мир, мир мысли.
А. В. Савельев знакомился с родителями самых способных учеников и уговаривал их отправить своих сыновей в Казанский университет, выражая желание лично сопровождать их. Выпускные экзамены в 1834 году проходили публично в зале Дворянского собрания в присутствии принца П. Г. Ольденбургского. Окончивших полный курс было 12 человек, из которых пятеро были направлены в Казанский и Московский университеты. Нижний Новгород в те времена относился к Казанскому учебному округу. Павел Мельников желал ехать в Москву, но не был отпущен родителями из-за истории с герценовским кружком; из-за этого нижегородское дворянство стало избегать направлять своих детей в Московский университет. Вместе с Мельниковым в Казань отправился и его детский знакомый — Василий Васильев, будущий знаменитый востоковед, который окончил гимназию тринадцати лет от роду и два года дожидался возможности начать учиться в университете — в те времена правила о непринятии в университеты лиц моложе 16 лет все-таки не выдерживалось строго.

### Казань. Студенческие годы (1834—1837)

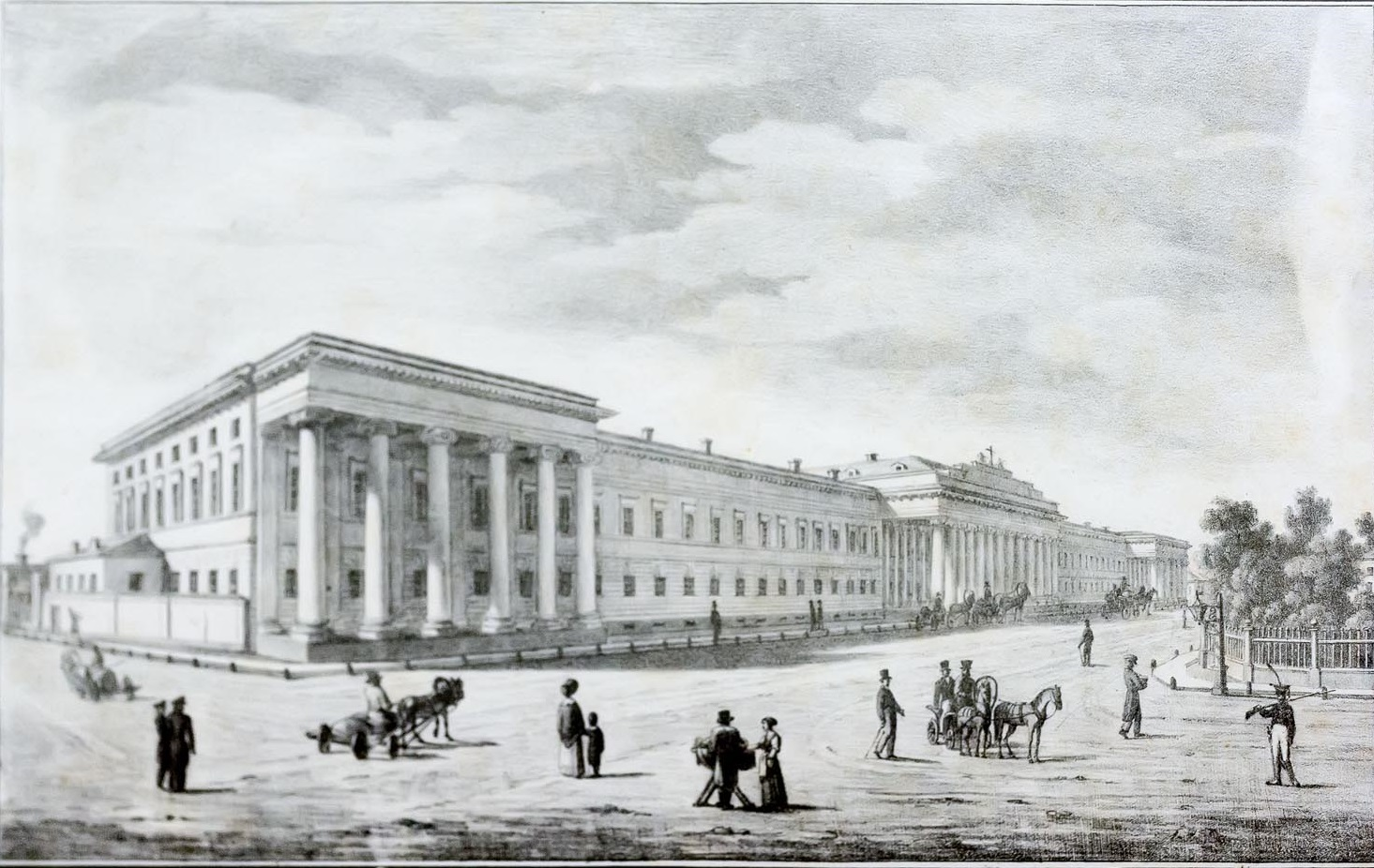
Здание Казанского университета. Литография В. С. Турина, 1832 год

15-летние Василий Васильев и Павел Мельников в сопровождении А. В. Савельева прибыли в Казань на дощанике, который шёл по Волге трое суток. Не имевшие в городе родных и друзей Мельников и Васильев были приняты на квартире А. И. Теласкова, друга А. В. Савельева, непосредственно в здании университета. Вступительные экзамены начались через два дня после их приезда, 15 августа 1834 года; документы и заявления подавались лично ректору Н. И. Лобачевскому. На всех экзаменах присутствовал попечитель учебного округа М. Н. Мусин-Пушкин, который определил Васильева на казённое обучение по монгольскому отделению. Мельников, зачисленный на словесное отделение, позже вспоминал:

Дней через пять после экзамена… я уже щеголял в вицмундире с синим воротником. Получал я после и чины, и кресты, и перстни, и денежные награды, но не было никакого сравнения с той радостью, с тем восторгом, который я чувствовал, надевши студенческий вицмундир и прицепив сбоку шпагу. И все бывшие студенты единогласно говорят то же самое.
П. И. Мельников был принят в университет своекоштным студентом; родители, несмотря на небольшой достаток, хотели, чтобы сын получил хорошее образование. Судя по письмам матери от октября 1834 года, родители хотели, чтобы сын поступил на юридическое отделение. Тем не менее в начале 1835 года Павла Мельникова приняли в число казённокоштных студентов словесного отделения; по его собственным словам, он «закабалился в учители» (то есть был обязан отслужить по линии Министерства народного просвещения). Пока Павел находился в Казани, скончались оба родителя — мать Анна Павловна в 1835 году, отец Иван Иванович — в 1837-м. При этом произошёл казус, который сохранился в воспоминаниях Андрея Павловича Мельникова — сына писателя: получив известие о смерти отца, он пошёл к Василию Васильеву поделиться печалью. При этом занёс руку, чтобы перекреститься, но затем отмахнулся и заявил: «Мы с покойником чужды были религиозных предрассудков».
Павел Мельников получил фундаментальное гуманитарное образование, среди его преподавателей были: эллинист М. Ф. Грацинский, инспектор Ф. И. Эрдман, — тогдашний профессор арабской словесности, читавший и курс всеобщей истории. Мельникову покровительствовал профессор В. Я. Булыгин. Особое впечатление на молодого студента производили лекции Г. С. Суровцева, читавшего словесность и эстетику и советовавшего студентам избегать малейшей вычурности в выражениях, ибо «простота и естественность — важнейшие свойства изящного». Именно Суровцев объявил студентам 5 февраля 1837 года о кончине А. С. Пушкина; в этот день были отменены занятия, а все студенты и преподаватели во главе с попечителем Мусиным-Пушкиным отправились в университетскую церковь на панихиду. В Казанском университете Мельников отказался от космополитизма, привитого ему французом-гувернёром, и, как он сам вспоминал, «переродился в русского».
П. Мельников окончил курс с отличием; на торжественном акте 18 июня 1837 года присутствовал наследник цесаревич — будущий император Александр II. Павел Иванович был оставлен при университете для подготовки к профессорскому званию. Министерство народного просвещения определило его на кафедру славянских наречий, предстояло за год подготовиться к магистерскому экзамену, затем должно было последовать «учёное путешествие» за границу. Темой диссертации была избрана «История Суздальско-Владимирского великого княжества и всех происшедших от него отдельных княжеств». В рамках подготовки Мельникову пришлось посещать университетский курс истории и писать контрольные сочинения, темой первого из которых стало великое переселение народов.

### Инцидент 1838 года и последствия

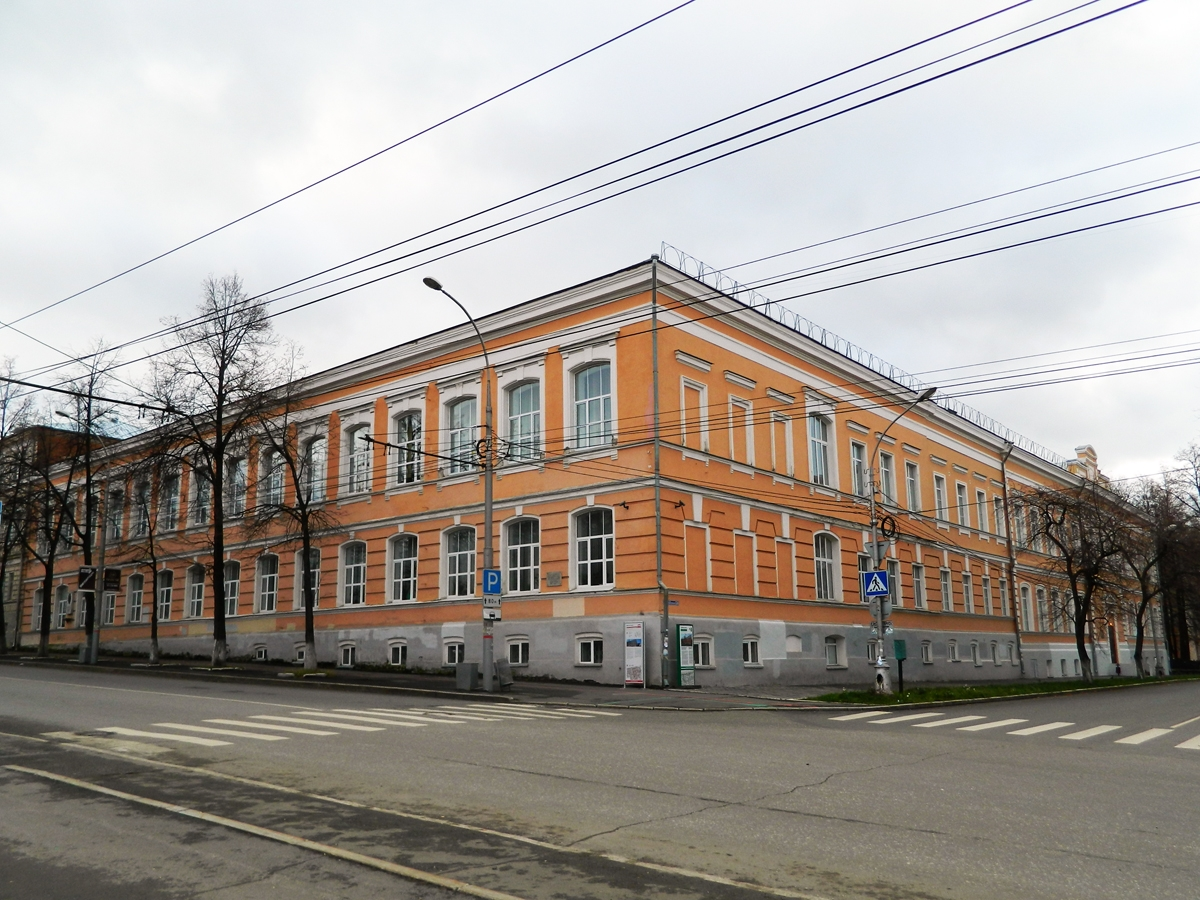
Здание бывшей Пермской гимназии. Фото 2012 года

Жизненный путь П. И. Мельникова круто изменился летом 1838 года на студенческой попойке, вероятно, сопровождавшей очередной университетский выпуск. Биографы XIX века глухо упоминали, что «Мельников, благодаря своей горячности (от которой его предостерегала мать) увлёкся и наговорил лишнего». Никаких документальных свидетельств не сохранилось, как и личных его суждений. По мнению В. Ф. Соколовой, «по некоторым вопросам он разошёлся с официальной точкой зрения». Попечитель М. Н. Мусин-Пушкин, также отличавшийся взрывным темпераментом, определил его уездным учителем в Шадринск и немедленно отправил в Пермскую губернию под конвоем солдата, причём подорожная была выписана на солдата, а Мельников был обозначен «будущим с ним». Впрочем, прибыв в Пермь, он узнал, что попечитель сменил гнев на милость, и приказом от 10 августа 1838 года П. И. Мельников был зачислен старшим учителем истории и статистики в Пермскую гимназию. Каноническая версия этого эпизода была изложена в биографии П. С. Усова и воспроизводилась в монографии В. Соколовой и других исследованиях. В 1972 году нижегородский литературовед Н. М. Мелешков усомнился в его достоверности на том основании, что ни в одном из документов Казанского университета и учебного округа имя Мельникова на связывалось ни с какими дисциплинарными проступками. По Мелешкову, Мельников сам отказался от магистерских экзаменов и отправился в Пермь, причины чего совершенно неизвестны. Тем не менее в очерке Ф. А. Селезнёва высказано предположение, что версия Усова основана на действительно произошедшем инциденте, в котором действия М. Н. Мусина-Пушкина были несправедливы или неуместны, поэтому делу не дали хода. В черновике автобиографии 1859 года П. Мельников указал: «по окончании курса оставили при университете, чтобы держать экзамен на магистра, но за месяц до времени, назначенного для экзамена, был, по распоряжению университетского начальства, отправлен в Пермь». Далее эта фраза была зачёркнута.
Пребывание на Урале продлилось недолго: с февраля 1839 года Мельникову поручили дополнительно исправлять должность учителя французского языка в высших классах с выплатой половины жалованья. Судя по автобиографии, весной ему было предложено вернуться в Казань и возобновить подготовку к магистерскому экзамену. Мельников предпочёл подать прошение о переводе в Нижний Новгород, которое и было удовлетворено. 25 мая 1839 года Павел Иванович был утверждён учителем истории и статистики Нижегородской гимназии.

## Нижний Новгород. Гимназический учитель (1839—1846)

### Мельников — педагог

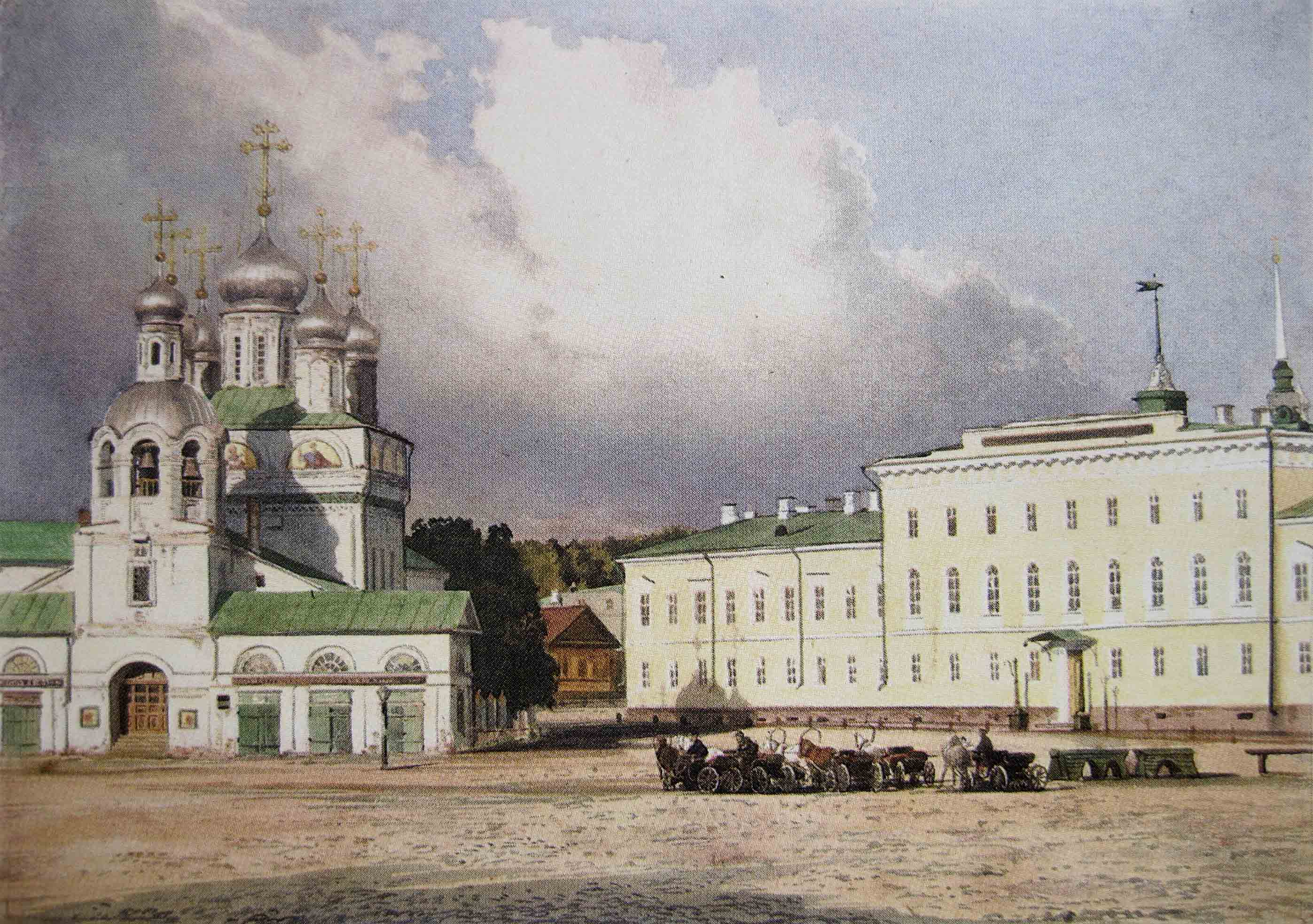
Благовещенский собор и здание гимназии в Нижнем Новгороде. Акварель И. И. Шишкина по фотографии А. О. Карелина, 1870-е годы

По словам П. С. Усова, «артистическая натура Мельникова не была создана для педагогического поприща». В общении с учениками он был неровен: к неуспевающим или не интересующимся предметом относился с презрением, зато немногих своих любимцев привечал; в их число входили будущие историки Степан Ешевский и Константин Бестужев-Рюмин. По воспоминаниям последнего, Мельников своеобразно исполнял свои обязанности, например, никогда не слушал ответов учеников и предъявлял к ним завышенные требования. Его лекции по падению Западной Римской империи и династии Сасанидов были напечатаны в 1840 году в «Литературной газете». Сам Мельников в автобиографии характеризовал свой педагогический опыт следующим образом:

…Для массы учеников я был плохой учитель, но для тех немногих, которые хотели учиться, очень полезен. Дело в том, что мне скучно было биться с шаловливыми и невнимательными мальчишками, и, за их невнимание к предмету я сам оставлял их без внимания. В гимназии, то есть в обществе учителей, я был почти лишним человеком. В это время директор, инспектор и многие учители были из семинаристов… Я один был из дворян и притом хотя незначительный, но помещик той же Нижегородской губернии. Это обстоятельство открыло мне двери в домах, куда моё начальство и товарищи не могли попасть. <…> Мои ученики… были двух родов: или прекрасно знали предмет, некоторые так, что хотя бы на кандидата экзамен держать, или ровно ничего не знали и отвечали на экзаменах в роде того, что Александр Македонский был великий князь Новгорода, а Мохамед — основатель королевства английского. Середины у меня не было. <…> Лучшие ученики мои занимались у меня, как студенты, писали сочинения по источникам, как, например, Ешевский «О местничестве», публично защищали с кафедры свои тезисы, как бы магистранты. На таких диспутах бывали и губернатор, и губернский предводитель дворянства, и архиерей, и дамы, всего человек по пятидесяти и более.

### Первый брак
В Нижнем Новгороде молодой учитель поселился в доме Белокопытовых на Чёрном пруду; в 1841 году дочь хозяев — арзамасских помещиков — Лидия Николаевна Белокопытова, стала женой Павла Ивановича. Она была внучкой губернатора, которого в «Бабушкиных россказнях» Мельников вывел под именем Сергея Михайловича Чурилина. Лидия Николаевна была годом старше супруга, не принесла ему большого приданого. У них было семеро детей, рано умерших, что приписывалось «чахоточному состоянию» матери. 7 августа 1848 года она скончалась в тридцатилетнем возрасте.

### Первые литературные опыты
Ничего не известно о литературных опытах П. И. Мельникова в Казани, но ещё находясь в Перми он решил изложить в серии очерков свои путевые впечатления. Летом 1839 года, до переезда в Нижний Новгород, он совершил путешествие по Пермской губернии вместе с инспектором гимназии Лопатиным. В шестой книжке журнала «Отечественные записки» за 1839 год началось печатание «Дорожных записок на пути из Тамбовской губернии в Сибирь», которое продолжалось до 1842 года. Всего было опубликовано 10 «статей», которые не были описанием реального путешествия. Это художественное произведение в популярном тогда жанре травелога. Его занимательность привлекла редактора журнала А. А. Краевского, в результате между ним и Мельниковым завязалась переписка, которая представляет собой важный источник для исследования биографии писателя в период его учительства. Краевский ценил талант этнографа и историка, но не одобрял литературных опытов даровитого провинциала. Уровень этнографических описаний народов Поволжья и достоверность исторических и статистических данных привлёк внимание к «Дорожным запискам» и в Германии, где вышедшие к тому времени главы были опубликованы в 1840 году в журнале Das Ausland (№ 150). Немалый переполох в Перми вызвал очерк, в котором откровенно описывалось тамошнее общество и положение в городе; сам Мельников писал Краевскому, что «в 1812 году в Перми не было такого волнения». Тем не менее это не означало высокой оценки их литературных достоинств. По В. Соколовой, недостаточная зрелость очеркиста проявилась в слабой психологической разработке образа рассказчика и его неопределённости. Л. Аннинский отмечал, что при «гладкости речи, как устной, так и письменной» проблему для Мельникова — в том числе в зрелом его творчестве — всегда составляло искусство композиции как вязки эпизодов и построения целого.
В 1840 году в «Литературной газете» увидело свет подражание 20-летнего Мельникова Гоголю — рассказ «О
том, кто такой был Елпидифор Перфильевич, и какие приготовления делались в Чернограде к его именинам». А. А. Краевский читал в рукописи ту часть магистерской диссертации Мельникова, которая была к тому времени закончена (учитель продолжал писать урывками), и в 7-й книжке «Отечественных записок» увидела свет 30-страничная статья «Исторические известия о Нижнем Новгороде, отрывки из „Истории Владимиро-Суздальского великого княжества и произошедших от него отдельных княжеств“». Однако присланный Мельниковым «провинциальный очерк» «Звезда Троеславля» Краевский вернул обратно. В автобиографии Павел Иванович писал, что это на добрый десяток лет отбило у него желание заниматься беллетристикой.

### Мельников — историк

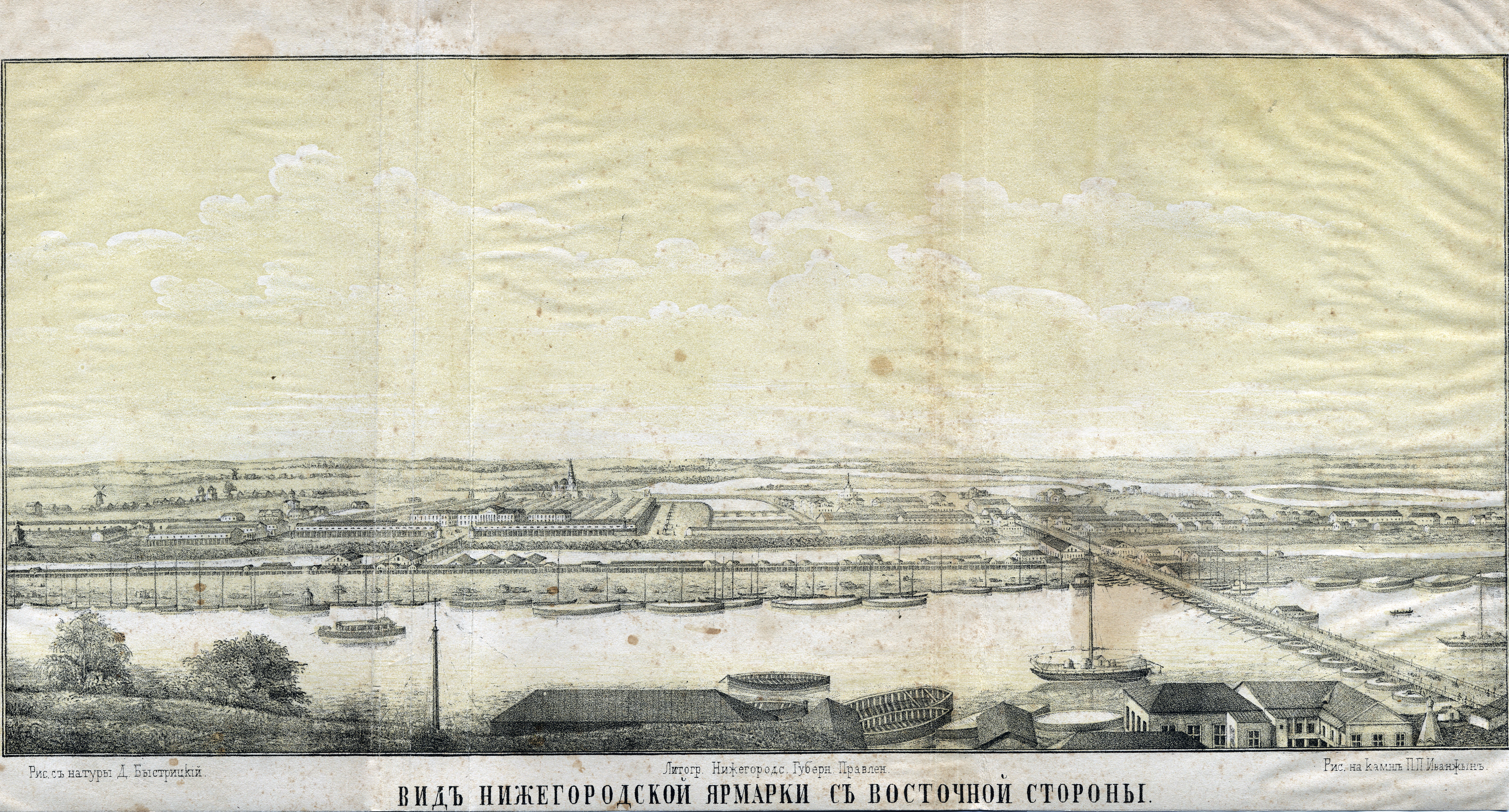
Вид Нижегородской ярмарки с восточной стороны. 1857—1859

Благодаря первым публикациям в «Отечественных записках» Мельников быстро обрёл репутацию знатока истории, в том числе нижегородской. В определении главного предмета его интересов — истории раскола Русской церкви — сыграли роль два обстоятельства. От матери Павел Иванович унаследовал имение Казанцево в Семёновском уезде, сплошь заселённом старообрядцами «поповщинской секты». Благодаря тому, что местное население было трудолюбивым и отвергало алкоголь, Мельников получал стабильный оброк (12 рублей с тягла) и по имению никогда не было недоимок. В трёх верстах от села располагался Кошелевский скит; Мельников получил множество сведений от его обитателей и общаясь со старшиной своего села — потомственным начётником Иваном Петровым. И. Петров, как правило, приезжал к Павлу Ивановичу с отчётами в Нижний Новгород. В 1840 году вхожий в высший свет Мельников познакомился с директором Нижегородской ярмарки Дмитрием Николаевичем Толстым и быстро подружился с ним. Толстой, занимавшийся историей церкви в России, свёл Мельникова со старообрядцами, торговавшими на Нижегородской ярмарке старопечатными книгами и древними рукописями, — Пискарёвым, Морозовым и Большаковым. У Павла Ивановича тогда не было денег на собирание библиотеки, но ему позволялось пользоваться их материалами. Множество ценных материалов он смог собрать в антикварной лавке купца Головастикова. В 1841 году в Нижний Новгород прибыл лучший знаток допетровской Руси того времени — М. П. Погодин, с которым учитель гимназии немедленно нашёл общий язык. Мельников служил для Погодина главным гидом по городу, Михаил Петрович даже поручил ему «присматривать» на ярмарке и у Головастикова «редкостные вещи». Мельников также стал писать в издаваемый Погодиным журнал «Москвитянин», причём на безвозмездной основе (не требовал он гонораров и от Краевского).
Ещё ранее, в 1840 году Мельников писал Краевскому, что продолжает работать над диссертацией, но без доступа в архивы дело продвигалось тяжело:

В здешней губернии я знаю архивы и знаю много, что там есть любопытного, не разобранного, особенно любопытного для истории специальной. Но не знаю, как попасть в эти архивы. Правду сказать Вам под секретом, подкупаю я приказных губернского правления, и они таскают мне рукописи XVII столетия, но все они о вводах во владение помещиков. Только. Научите-ка меня, Андрей Александрович, как бы попасть в архивы, нельзя как-нибудь примкнуть к Археографической комиссии, в виде чиновника, как Матвеев в Астрахани?
В автобиографии он писал: «Из университета мы не Бог знает какие сведения вынесли, но вынесли, по крайней мере, уважение к науке, и если не выучились, как учить, то выучились, как учиться». Зимой 1840 года Мельников стал последовательно объезжать поместья, скиты и деревни Семёновского уезда. В 1840 году в Нижнем Новгороде побывал академик П. И. Кёппен, назначенный начальником отделения во вновь учреждённом Министерстве государственных имуществ. Его миссией было изучение состояния казённых земель в губернии, и одним из важнейших информаторов сделался Мельников.

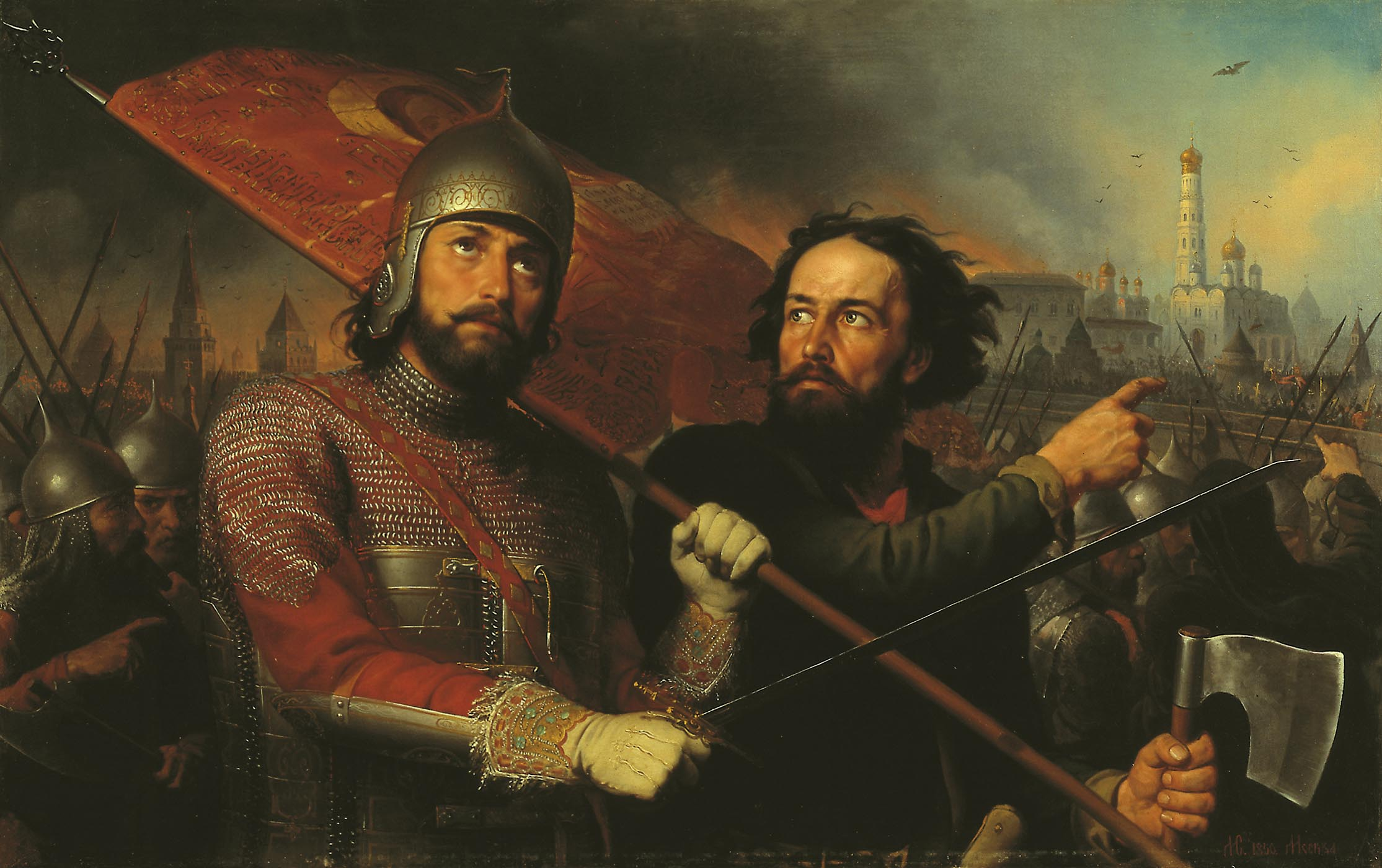
М. И. Скотти. Минин и Пожарский. 1850, Нижегородский государственный художественный музей

Одной из причин стремиться войти в Археографическую комиссию для Мельникова стал заочный конфликт с профессором Казанского университета И. А. Ивановым. Последний стремился заместить все места учителей истории в Казанском учебном округе своими учениками; над Мельниковым нависла вполне реальная угроза лишиться места в гимназии. Кроме того, Иванов безуспешно стремился вступить в состав Археографической комиссии. Его отношение к Мельникову сильно ухудшилось после того, как в «Дорожных записках» и статье 1843 года в «Отечественных записках» Павел Иванович раскритиковал его статистические публикации в булгаринском издании «Россия в статистическом отношении». Кеппен передал председателю Археографической комиссии князю Ширинскому-Шихматову письмо Мельникова, в котором тот по пунктам расписал свою полезность. Среди прочего, Мельников обещал доставить сведения «о роде Минина, о могиле князя Пожарского и о пребывании в Нижнем Марфы-посадницы». Князь Ширинский-Шихматов и министр народного просвещения Уваров по достоинству оценили публикации Мельникова и его энтузиазм; 8 апреля 1841 года он был утверждён членом-корреспондентом Археографической комиссии.
Павлу Ивановичу было поручено разобрать архивы присутственных мест и монастырей Нижегородской губернии. Вскоре Мельников получил ответственное задание, с которым не справился военный губернатор М. П. Бутурлин, — узнать судьбу потомков Кузьмы Минина. Император пожелал сделать это во время визита в город ещё в 1834 году. 12 апреля 1842 года Павел Иванович писал Краевскому: «управляющий губернией по предписанию графа Бенкендорфа поручил мне исследование о потомстве Минина. Написал донесение для представления графу — на 10 листах, читал ревизские сказки, нырял в переписных, сотных и писцовых книгах, ходил по церквам, простудился и… слёг в постелю». Официальный приказ лично от императора последовал 12 марта 1843 года. К тому времени Мельников не только выполнил задание, но и опубликовал его результаты в «Отечественных записках» (августовская книжка 1842 года). Род Минина, как оказалось, пресёкся ещё в XVII веке, пожалованные ему имения «взяты были на государя». Однако Мельникову удалось сделать новое «открытие»: в одной из купчих значилось «Козьма Захарыч Минин-Сухорук». В 1843 году в «Отечественных записках» увидела свет обобщающая работа Мельникова о Нижнем Новгороде и его жителях в Смутное время. В этой статье был введён в научный оборот отрывок из Ельнинского хронографа (в списке XVIII века), в котором сообщалось, что Минину явился Сергий Радонежский. Список этот Мельников видел в лавке Головастикова, но не имел возможности его приобрести.
Сотрудничая с Погодиным, Мельников живо заинтересовался славянофильством. Полностью принять это учение с его крайностями и нетерпимостью он так и не смог. Однако страсть славянофилов к изучению русских древностей и собиранию предметов старины он разделял всю свою жизнь. Л. Аннинский, характеризуя взгляды Мельникова, писал:

…То голубое пламя, которым горит Мельников, — род уникума. И убеждённость подо всем этим лежит капитальная. Точнее, не убежденность, а нечто органическое: связь с почвой. Что-то допетровское, от эпохи Алексея Михайловича: чувство глубинного земного пласта, совершенно независимого от тех или иных идей, концепций или приказов. Приказы чиновник будет выполнять рьяно и безоговорочно — любые. Концепции будут меняться — по времени и спросу. За идеями тоже дело не станет — идеи будут служить моменту. Но подо всем этим меняющимся верхом, где-то на непроглядной глубине, подобно ушедшему в пучину невидимому граду Китежу, — всю жизнь будет таиться у Мельникова родимая, необъяснимая и спасительная глубь.

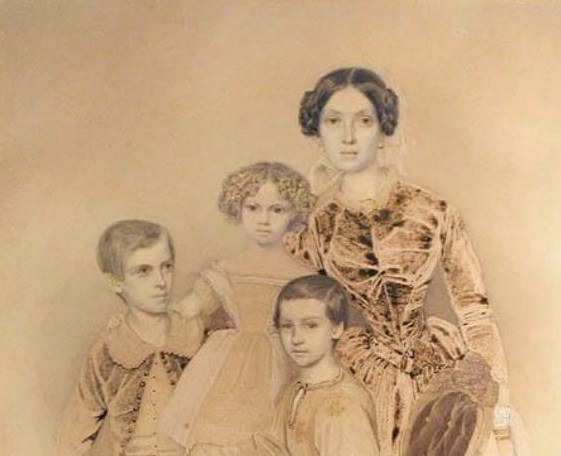
Княгиня Екатерина Петровна Урусова с детьми (1847 год)

В 1843 году должность нижегородского губернатора занял князь Михаил Александрович Урусов. Постепенно Мельников сблизился с ним, и губернатор стал покровительствовать учителю истории, тяготившемуся своим положением в гимназии. Со временем Павел Иванович стал в доме губернатора «ежедневным гостем, знавшим до мельчайших подробностей домашний и общественный быт его». В 1844 году губернатор предложил Мельникову взять на себя редактуру неофициальной части единственной местной газеты «Нижегородские губернские ведомости», эту должность он исправлял с 1 января 1845 года по 19 мая 1850 года. В автобиографии он особо отмечал (в третьем лице), что в первые 9 месяцев всё в газете «от первого до последнего слова написано самим редактором, а в остальные затем годы по крайней мере две трети газеты были им писаны». По словам Ф. А. Селезнёва, статьи Мельникова тех лет «составили эпоху в изучении истории Нижегородского края» и до сих пор интересны краеведам. В автобиографии Мельников упомянул лишь 8 самых объёмных публикаций, которые за счёт губернатора Урусова вышли отдельными изданиями. Сюжеты краеведческих статей Павла Ивановича были связаны с его магистерской диссертацией и постепенно он стал разрабатывать историю мордвы, которую впервые упомянул в «Дорожных записках». В письмах Погодину он писал, что хотел бы составить на основе старинных документов путеводитель по Нижнему Новгороду начала XVII века. Он также опубликовал особую работу по расположению древнейших нижегородских укреплений; в 2010-е годы ряд работ по критике его подходов опубликовал П. В. Чеченков. Мельникову удалось привлечь в газету нескольких именитых авторов, особенно архимандрита Макария. Статья о Нижегородской ярмарке 1846 года вызвала одобрительное письмо Русского Географического общества, в котором официальная статистика была названа «мнимой»; автор удостоился похвалы за свои «собственные разведки». Успехи в издании газеты позволили Мельникову оставить гимназию, о чём он писал в автобиографии вскользь. Ещё осенью 1845 года он брал двухмесячный отпуск, во время которого впервые посетил Петербург — в надежде обрести знакомства в литературной среде. Именно в Петербурге он впервые встретился с В. И. Далем и увлёкся трудами С. М. Соловьёва, что было заметно в его исторических публикациях. 21 апреля 1846 года Павел Иванович по собственному прошению был уволен из училищного ведомства.

## Нижний Новгород. Чиновник особых поручений (1847—1856)

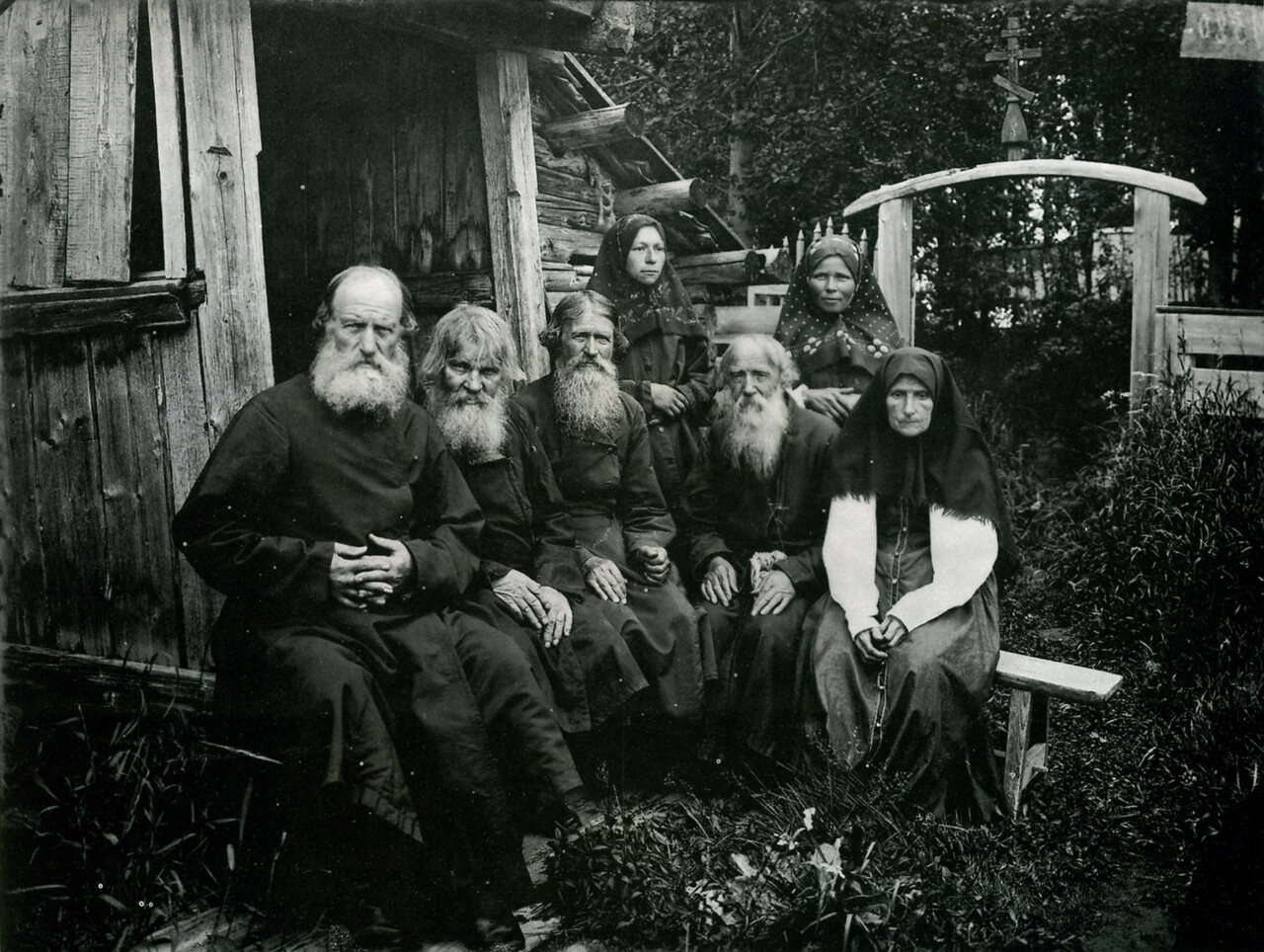
Староверы в Шарпанском скиту. Фото 1897 года

### Искоренение старообрядчества
После отставки Мельников получил должность, гораздо более соответствующую его способностям и интересам. 8 апреля 1847 года он был официально назначен чиновником особых поручений при нижегородском военном губернаторе с сохранением должности в газете. В 1847 году в редакции было уже 19 сотрудников, там публиковал свои сочинения В. А. Соллогуб; М. В. Авдеев разместил свой первый фельетон именно в «Нижегородских ведомостях». В должности чиновника особых поручений Мельников пробыл три года и согласно формулярному списку исполнил 87 поручений, большей частью — секретных. Первое же дело было масштабным и чрезвычайно сложным. В 1847 году из-за чрезвычайного неурожая в Европе, особенно в Ирландии, резко возросли поставки хлеба из России, что привело к перегрузке водных путей сообщения. Летом в Астрахани были отмечены случаи холеры, Мельникову было поручено любой ценой не допустить её появления на Нижегородской ярмарке. Пришло Высочайшее повеление осматривать всех людей и все суда, идущие вверх по Волге, и при этом производить досмотр скрытно, чтобы не создавать паники. В послужном списке Мельникова было указано, что с 1 августа по 15 сентября 1847 года он лично досмотрел 2500 судов, «шедших из низовых губерний через Нижний Новгород, не подав повода заключить о цели осмотра». Полтора месяца Мельников прожил на Печерской брандвахте (пожарный пост у Вознесенского Печерского монастыря) с бурлаками. В автобиографии он упоминал, что этот опыт позволил ему в совершенстве усвоить черты говора и быта бурлаков, готовя материал для будущих произведений.
Ещё в начале 1840-х годов, разъезжая по помещичьим имениям, населённым староверами, П. И. Мельников сделал вывод, что раскол сильно ослабевал или вовсе прекращался, если помещик подкреплял переход своих крестьян в единоверчество отдачей раскольников в рекруты. Мельников представил губернатору Урусову план, заключавшийся в том, чтобы в рекруты сдавать только раскольников, начиная с самых богатых. Так как фанатиков среди староверов мало, то большинство перешло бы в официальное православие. В 1853 году этот план был включён во всеподданнейший отчёт императору Николаю I, и на данном абзаце монарх лично начертал: «Сделать об этой мере соображение». Мельников же предложил отдавать в кантонисты детей, рождённых в браках, заключённых беглопоповскими священниками и наставниками беспоповских сект или по родительскому благословению как «неизвестных правительству». Ещё ранее, 10 июня 1850 года, последовало Высочайшее повеление включать в девятую ревизию детей и жён беспоповских сект, это должно было привести к учёту детей всех дочерей в семье их отца как незаконнорождённых — тем самым семейства старообрядцев не сходили бы с рекрутской очереди.

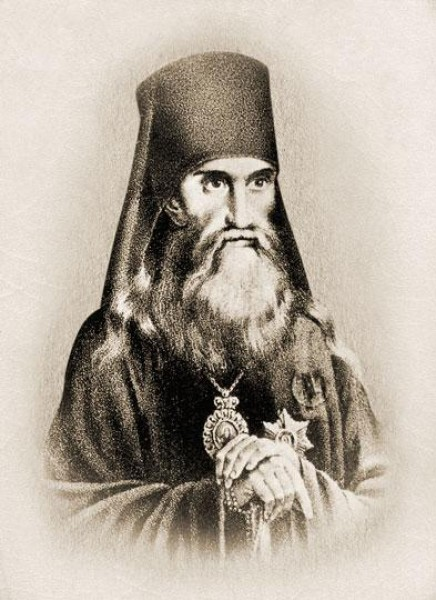
Архиепископ Иаков (Вечерков)

В 1847 году в управление Нижегородской епархией вступил преосвященный Иаков, который получил известность своими действиями по искоренению раскола ещё на посту епископа Саратовского и Царицынского. Мельников стал действовать в тесном сотрудничестве с церковными властями и в том же году успешно разоблачил раскольнического инока Варлаама, которой оказался беглым крестьянином из Калужской губернии, вёл следствие о пожаре в Семёнове, в Городце отыскал колокола, утаённые ещё во время гонений 1826 года, и так далее. По велению епископа были изъяты иконы, почитаемые старообрядцами чудотворными: Казанская икона из Шарпанского скита и икона Николая-чудотворца из Оленевского скита. Казанскую икону вывез лично Мельников, за что стал персонажем старообрядческого фольклора. А. С. Гациский в журнале «Древняя и новая Россия» приводил следующий сюжет:

Узнал я также о существовании легенды про П. И. Мельникова: когда он ночью вёз из Шарпана святыню шарпанскую — икону Казанской Богородицы, то на плотине у речки Белой Санохты под Зиновьевом, вдруг ослеп. Испугавшись, хотел он тут же бросить икону, но дьявольским наваждением отвращён был от этого; зато от дьявола ему потом зрение снова возвратилось.
В 1848 году Мельников, производя обыск Керженского скита, нашёл множество запрещённых текстов, среди которых был подложный указ за подписью императора Николая, — о свободе раскольнического богослужения всех толков и сект. Переписан он был монахом Дионисием (в миру Дмитрием Рахмановым), представителем Рогожского согласия. После этого, с благословения епископа Иакова, Павел Иванович обратил к единоверию Керженский мужской и Осиновский женский скиты. 18 ноября 1849 года он был награждён за это орденом св. Анны 3-й степени; в этом немалую роль сыграл владыка, отозванный в Петербург для присутствия в Святейшем Синоде. К тому времени Мельникова и владыку Иакова связывали и дела, касающиеся истории: получив в управление Вознесенский Печерский монастырь, епископ стал его благоустраивать и обнаружил множество древних рукописей, которые поручил для разбора Павлу Ивановичу. Он привлёк к работе также иеромонаха Макария и священника С. А. Добротворского (будущего протоиерея ярмарочного собора). С 1848 года учёная комиссия опубликовала в «Нижегородских ведомостях» 143 акта Вознесенского и Благовещенского монастырей. В 1849 году усилиями губернатора Урусова и лично Мельникова император дозволил открыть Нижегородскую временную комиссию для разбора древних актов. Председателем комиссии был губернатор, Мельников — учёным секретарём.

### В Министерстве внутренних дел

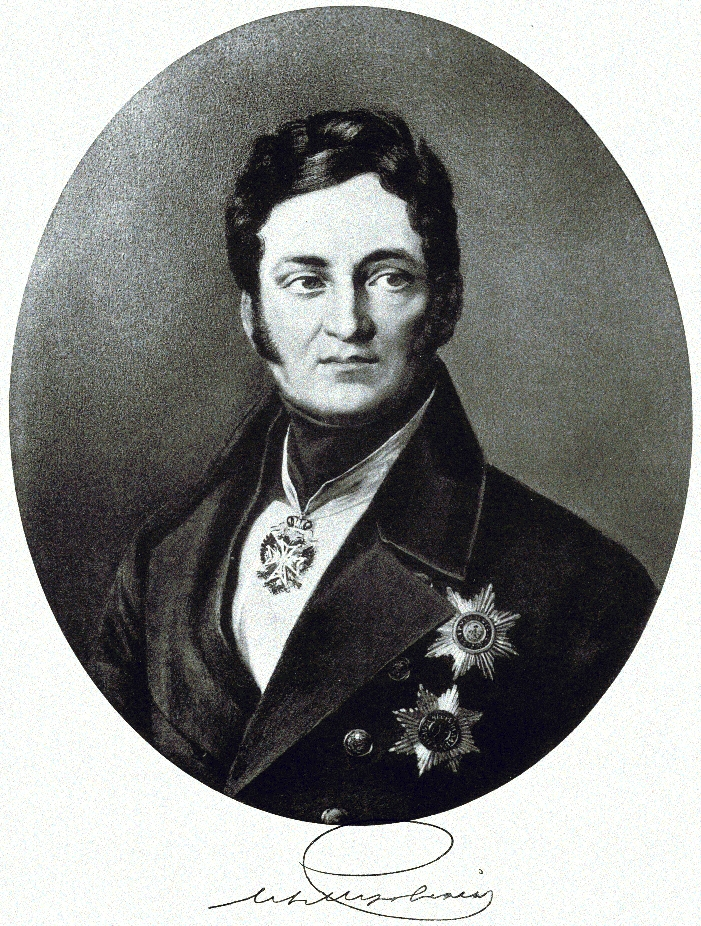
Министр внутренних дел Л. А. Перовский

В том же 1849 году в Нижний Новгород прибыл В. И. Даль, чрезвычайно заинтересованный в опубликованных документах; он был назначен управляющим Нижегородской удельной конторой. Они сильно сдружились с Мельниковым, Павел Иванович утверждал, что почти каждый день бывал у Даля, когда они множество часов тратили на разбор актов археографической комиссии, летописей и житий, «отыскивая по крохам старинные слова и объясняя их…». Поскольку Мельников тогда обитал на Печерской улице, Даль предложил ему литературный псевдоним, который (в форме «П. Печерский») Павел Иванович использовал в статье «Концерты в Нижегородском театре». По-видимому, именно общение с Далем побудило в Мельникове желание сменить место: к тому времени его почти ничего не удерживало в Нижнем Новгороде. Он был достаточно известен в столицах, был вдов, дети его все умерли во младенчестве. Мельников вёл свободный образ жизни, приятельствовал с известным своими эскападами князем Львом Гагариным, высланным впоследствии в Вологду. Он также был известен как гурман, который и сам любил готовить, увлекаясь изобретением разных соусов. В салонах Нижнего, где он был принят, Павел Иванович не брезговал своего рода «аттракционами»: Мельникову предлагали в нескольких фразах сюжет, который он был способен рассказывать во всех подробностях практически без подготовки своим «неподражаемым народным языком».
В одном из писем Д. Н. Толстому Мельников сообщал, что всецело зависит от расположения губернатора Урусова, и выражал желание получить хорошее место в Петербурге. Осуществить эту идею помог Даль, бывший начальником особой канцелярии при министре внутренних дел Л. А. Перовском. Благодаря его рекомендации министр даже без формальной просьбы Мельникова 19 мая 1850 года причислил его к своему министерству, оставив в распоряжении нижегородского губернатора до выполнения начатых работ. 9 августа 1850 года Мельникову предписанием МВД было поручено производство местных исследований по городскому хозяйству в Нижегородской губернии, с отчётом перед министром в Петербурге, а не губернатору. Параллельно в Нижнем находились с визитом великие князья Николай Николаевич и Михаил Николаевич, к которым Мельникова прикрепили «для объяснения местных достопримечательностей, как знатока их». Павел Иванович преподнёс представителям царствующего дома свои сочинения и автограф рукописи патриарха Гермогена о явлении иконы Богородицы в Казани. За образцовое исполнение обязанностей он удостоился бриллиантового перстня.
Переход в другое ведомство обострил конфликт Мельникова с местными чиновниками и лично губернатором Урусовым. Главным был казус с полицмейстером Зенгбушем. Лютеранин, не имевший понятия о расколе, в 1851 году арестовал в Лукоянове местного скопца и собрался доставить его в Нижний Новгород в женском сарафане, что вызвало сильнейшее волнение среди местных жителей, даже не относящихся к старообрядцам. Мельников тогда находился с ревизией в соседнем Арзамасе и прекрасно понимал, что толпа воспринимает скопца как мученика; результатом стало распространение хлыстовства и скопчества в Лукояновском уезде. Попытка мягко поговорить с Урусовым приватным образом вызвала сильнейший гнев губернатора; в итоге Мельников со всеми своими помощниками — шестнадцатью топографами — отправился в родной Семёнов, а затем и в Арзамас, где прожил до конца 1851 года. Летом 1851 года Мельников проехал по маршруту похода Ивана Грозного от Мурома до Казани, картографировав все древние курганы, встреченные на пути. Им был собран обильный фольклорный материал о походе Ивана Грозного. Павел Иванович вернулся также к исследованиям мордовской языческой религии.

### Второй литературный дебют

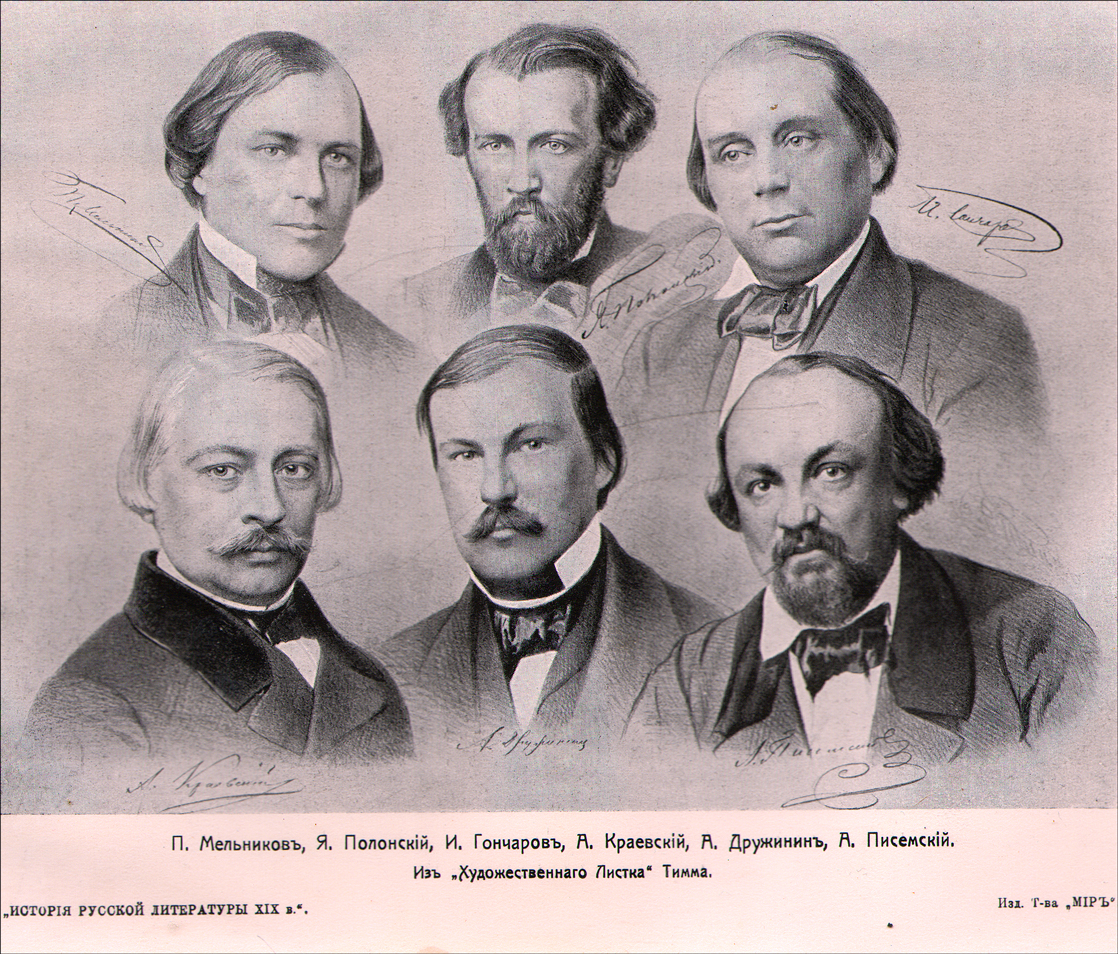
Мельников среди русских писателей. Гравюра В. Ф. Тимма из «Русского художественного листка», 1856

Имея много свободного времени, Мельников активно публиковался. В 1850 году в «Москвитянине» была напечатана статья «Несколько новых сведений о Смутном времени, о Козьме Минине, князе Пожарском и патриархе Гермогене», при написании которой был использован не сохранившийся до наших дней Лобковский хронограф. Именно в этой публикации Мельников ошибочно отождествил нижегородского посадского человека Кузьму Захарьевича Сухорука, упоминаемого во вновь найденной купчей, с Кузьмой Мининым Сухоруком, чем надолго ввёл в заблуждение историков, начавших называть создателя Нижегородского ополчения «Захарьевичем». Несмотря на конфликт с Урусовым, Мельников активно работал, составив первый городской бюджет на 1852 год. Он также входил в комитет по переоценке сбора с лавок на Нижегородской ярмарке. Главным, однако, для него стал вопрос о печатании повести «Красильниковы» — второго за 10 лет литературного опыта писателя и его дебюта в качестве Андрея Печерского. Рассказ (как его тогда называли) был написан по просьбе В. И. Даля ещё в 1850 году и спустя два года увидел свет в «Москвитянине». Впервые Мельников выступил в роли профессионального литератора, получавшего гонорар за свою работу: Погодин платил ему по 50 рублей за лист.
По мнению Ф. А. Селезнёва, лучший литературный разбор «Красильниковых» сделал в своей документальной повести о Мельникове-Печерском Л. Аннинский. С его точки зрения, рассказ (или очерк) может восприниматься как продолжение «Дорожных записок», тем более что основой сюжета были студенческие воспоминания о посещении чебоксарского купца Крашенинникова, у которого была изменена фамилия. В стилевом отношении «Красильниковы» означали полный отказ А. Печерского от гоголевской игры со стилем и языком, и переход к «странной реальности, которая всё время выскальзывает из определений». Рассказ посвящён посещению автора-рассказчика кожевенной мастерской (описанной во всех подробностях) и повествованию хозяина о его сыне, который против воли отца женился на немке (веры «не то люторской, не то папежской»). Не стерпев, старик забил до смерти сноху, не в состоянии по-другому помочь своему чаду, поступок которого его глубоко ранил. По Л. Аннинскому, для этого рассказа в русской прозе того времени не было контекста. Впрочем, и К. Бестужев-Рюмин утверждал, что «литература наша из мира петербургских чиновников только что начинала переходить к крестьянству и купечеству». Однако критики не оставили очерк незамеченным: в «Современнике» рецензию опубликовал И. Панаев, причём цитирование оригинального текста заняло 6 страниц. При всех похвалах таланту рассказчика и его языку в рецензии не было ни слова о предмете бытописания. Примерно такой же была рецензия О. Сенковского в «Библиотеке для чтения», и даже Добролюбов гораздо позднее увидел в рассказе лишь «урок статистики». Несмотря на то, что Панаев предложил Мельникову гонорар в 75 рублей серебром за лист, продолжение его литературные занятия получили только через пять лет. Павел Иванович в тот момент оказался перед альтернативой: продолжать успешную деятельность на государственной службе или всецело посвятить себя литературе. Холодность критики, по-видимому, сыграла в конечном выборе не последнюю роль.

### Вторая женитьба
33-летний вдовец Мельников в 1852 году решил изменить и своё семейное положение. Несмотря на не вполне безукоризненную репутацию из-за «клубных похождений», он сделал предложение 16-летней Елене Андреевне Рубинской, сироте, воспитанной прадедом-немцем — председателем Нижегородского суда К. Ребиндером — в лютеранском духе. Познакомились они на бале-маскараде. Когда она ответила согласием, это вызвало ажиотаж в высшем свете; её отправили даже в монастырь на увещевание. Между Мельниковым и Еленой Рубинской велась длительная переписка, которая даёт важные сведения о новом назначении Павла Ивановича. 19 сентября 1853 года их обвенчал священник нижегородской Никольской Верхнепосадской церкви Александр Иванович Добролюбов — отец критика. Шаферами на свадьбе выступили граф Соллогуб и А. Н. Аксаков. Свадьба прошла в сельце Ляхово — имении Рубинской. В браке было двое сыновей — Андрей и Алексей, и три дочери.

### Дальнейшие гонения на раскольников

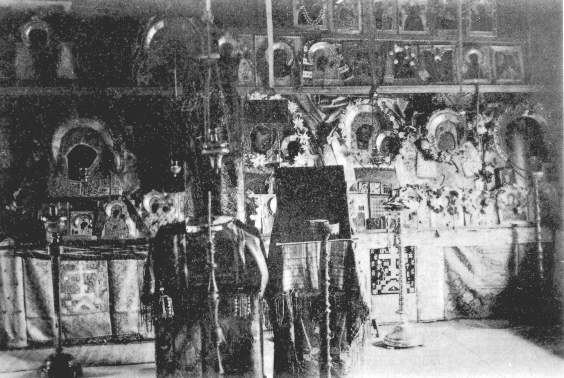
Моленная в Оленевском скиту

В марте 1852 года Мельников по вызову министра внутренних дел Л. А. Перовского явился в Петербург. 19 марта он впервые лично представился министру и получил новое назначение в Нижнем Новгороде, но рассчитывал с 1853 года получить должность в департаменте иностранных исповеданий и переехать в Ригу либо Одессу. Пребывание в Петербурге принесло много новых знакомств, в частности, с Н. А. Милютиным в Географическом обществе, директором Департамента полиции Оржевским. Мельников в письме невесте указывал, что Оржевский при первой встрече сказал: «Да какой вы молоденький! А я думал, что у вас уже внучата растут». В департаменте духовных дел иностранных исповеданий Мельникову предложили жалованье 1500 рублей в год, не считая суточных во время командировок, что в итоге давало 2500 или 3000.
Мельникова привлекли в столицу из-за появления раскольничьей Белокриницкой митрополии, находившейся на территории Австрийской империи. Перовскому предстояло определить точную численность старообрядцев в Российской империи, в них теперь видели потенциальную угрозу в случае войны с Австрией. Для начала предстояло отработать метод и установить истинное число раскольников в Ярославской и Нижегородской губерниях, причём организовать работу под прикрытием, чтобы власти и население не поняли истинной цели статистических исследований. Именно по предложению Милютина было организовано две экспедиции — на каждую губернию отдельно; инструкцию для их работы писал П. И. Мельников. 22 мая 1852 года Мельников был назначен начальствующим статистической экспедиции в Нижегородской губернии. В состав команды Мельникова вошли Е. К. Огородников, Н. И. Зайцевский, камер-юнкер П. А. Галахов, А. Н. Аксаков, а также К. В. Трубников — в будущем известный журналист и издатель. Всех своих сотрудников Павел Иванович знакомил с В. И. Далем, попутно они собирали материалы для словаря русского языка. Члены комиссии сделали многочисленные выборки из ревизских сказок и метрических книг за десять лет; были составлены планы населенных пунктов, фиксировались сведения о торговле и промыслах в каждом селении. Были выявлены и скопированы около 50 древних актов; одновременно был составлен список растений Нижегородской губернии.
Чтобы не вызвать волнений, Мельников вынужден был начать сплошное обследование всех населённых пунктов Нижегородской губернии, в том числе дворянских имений и помещичьих крестьян. Работа началась немедленно, к 16 января 1853 года было обследовано 3700 населённых пунктов. В указанный день новый министр Бибиков потребовал все работы свернуть, а результаты немедленно представить министру. Уже через 10 дней Мельников отбыл в Петербург, где был переназначен ревизором городского имущества Нижегородской, Казанской и Вятской губерний. 10 июня 1853 года последовало Высочайшее повеление «О приведении в точную известность современного раскола в Нижегородской губернии».
Изучение раскола было необходимо для начала новых гонений. Поводом стало избрание на территории Австрии в 1853 году митрополита Владимирского и всея Руси Антония. 1 мая 1853 года император распорядился ликвидировать скиты на Керженце. 22 июля 1853 года Мельников был командирован в Нижегородскую губернию с полномочиями раскрыть «потакательства» нижегородскими властями расколу.

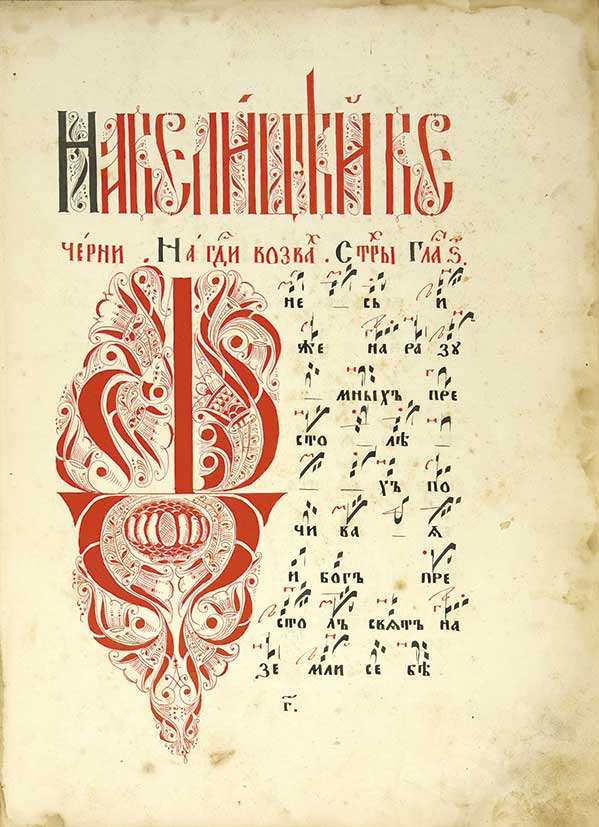
Октоих крюковый. 2-я половина XIX века

У Мельникова имелось в Нижнем Новгороде и персональное поручение — прекратить деятельность книготорговца Головастикова, с которым бывший учитель был знаком ещё с начала 1840-х годов. Предполагалось, что книжному делу раскольников этим будет нанесён существенный урон; наиболее ценные экземпляры книг и икон предписывалось изымать в пользу государства. Головастиков скрывался с начала 1853 года, обыск же в его доме был произведён так, что жена книготорговца подала на Мельникова жалобу не только министру Бибикову, но и на самого министра в Правительствующий Сенат. В заявлении утверждалось, что её дом был взломан в 11 часов ночи 30 ноября 1853 года шестью евреями-будочниками, причём за 18 часов до этого находившаяся в доме замужняя дочь Головастикова разрешилась от бремени. В числе участников обыска был лично Мельников, частный пристав и чиновники Трубников и Огородников. На требование пригласить сторонних понятых Мельников ответил отказом и произвёл обыск, согнав всех людей в доме на кухню под стражу. Мельников изъял 15 старых икон, в том числе 7 в серебряных и золотых окладах, а две — работы Андрея Рублёва. В ту же ночь была опечатана и книжная лавка на Нижнем Базаре, склад и иконная палатка. Из 1000 икон, находившихся у торговца, Мельников изъял 50, увезя их на квартиру. Мельникову пришлось писать две объяснительные записки — в декабре 1853 и марте 1854 года. Дело обошлось без последствий. 3 сентября 1854 года за «отличную усердную службу и особые труды» П. И. Мельников был пожалован орденом св. Анны 2-й степени.
Задача экспедиции была полностью выполнена, в декабре 1854 года Мельников представил в Петербург отчёт. Выяснилось, что в Нижегородской губернии насчитывается 172 тысячи раскольников всех толков и согласий, в то время как по данным губернатора насчитывалось всего двадцать тысяч. Часть обширных материалов статистических комиссий была опубликована Н. А. Милютиным в книге «О составе и движении населения по губерниям Нижегородской и Ярославской» (1861). В «Отчёте о современном состоянии раскола» (1854) Мельников возложил ответственность за раскол на низкий нравственный уровень православного духовенства и предлагал жёсткие меры к искоренению старообрядчества, называя его «язвой государственной».
10 января 1855 года Мельников был высочайшим повелением направлен в Казань с аналогичной миссией, но исчерпывающего исследования провести не удалось — год оказался чрезвычайно напряжённым. Практически всё время Мельников проводил в разъездах по всем поволжским губерниям, а с июля по сентябрь чиновник по особым поручениям находился в Москве. В Казани пришлось заниматься следствием о подлоге при заключении брака купца Мокеева, причём Мокеев был им приведён к единоверчеству. Сразу же по получении повеления, в январе 1855 года Мельников в Чебоксарах расследовал дело о тайной молельной в доме мещанина Будаева, далее он направился в село Поим Чембарского уезда (Пензенская губерния), в котором исправник изъял из моленной книги, иконы и утварь, а на следующий день вернул всё за выкуп в 400 рублей. 18 июля 1855 года Мельников начал поиски старообрядческих епископов в Нижегородской губернии. У инока Конона изъяли походную церковь (её Павел Иванович переслал министру Бибикову) и выяснили, что постригший его епископ Антоний находится в селе Большой Двор. В погоне за ним Мельников побывал во Владимире и в Иваново. Во Владимире вскрылось дело об оскоплении малолетних. Наконец, 20 августа был назначен новый министр внутренних дел — С. С. Ланской, который уже 1 сентября потребовал у Мельникова подробного отчёта. 22 декабря 1855 года Павел Иванович Мельников вернулся в Петербург.

### «Всеподданнейший отчёт»
Оставаясь в глазах столичной власти главным экспертом по расколу, в середине 1850-х годов Мельников пережил существенное изменение взглядов. Содержание его отчётов 1854 и 1857 года таково, что П. С. Усов соответствующую главу в биографии Мельникова озаглавил «Отчего Павел сделался Савлом». В «Отчёте о современном состоянии раскола в Нижегородской губернии» 1854 года он откровенно писал о неготовности православного духовенства воздействовать на раскольников путём убеждения. Одновременно именно здесь впервые проявилась идея, занявшая существенное место во Всеподданнейшем отчёте 1857 года — большинство староверов Нижегородской губернии остаются в расколе по неведению или недостатку церковного вразумления.
Предыстория этого отчёта такова: Д. Н. Толстой оказал Мельникову серьёзную услугу, рекомендовав 36-летнего чиновника новому министру С. С. Ланскому; последний принял Павла Ивановича «ласково и внимательно». Именно Мельников был избран для составления Всеподданнейшего отчёта по делам раскола для нового императора Александра II, причём ему были предоставлены отчёты других ведомств для сопоставления. Дословно министр приказал:

Я желаю, чтобы мой отчёт нисколько не пахнул канцеляриею, чтобы в нём был живой дух, выраженный живым слогом, а не мёртвая буква. Я знаком с вашим пером, вы пишете немножко резко; это для канцелярии, конечно, неприятно, но для меня теперь нужно… А главное правда, строгая правда. Пишите так, как бы стали вы говорить самому государю, если бы он спросил вас… Мало того, пишите так, как бы отвечали самому Господу Богу на страшном суде…
Окончательно отчёт был закончен в июле 1856 года и представлен государю перед его отъездом в Москву на коронацию. Александр II наложил следующую резолюцию: «Читал с большим любопытством и благодарю, в особенности, за откровенное положение всех недостатков, которые с Божьей помощью и при общем усердии, надеюсь, с каждым годом будут исправляться». Однако в среде православного духовенства отчёт вызвал негативную реакцию. Писатель вспоминал, что одно высокопоставленное духовное лицо так отреагировало на отчёт Мельникова: «Было время, когда из Савла вышел Павел, а ныне из Павла вышел Савел». Таким образом, евангельская притча об апостоле Павле, подвергавшего ранних христиан гонениям под именем Савла, была переосмыслена в обратную сторону: Павел Мельников был иронично уподоблен Савлу — современному гонителю церкви.
Сразу после окончания отчёта, 31 июля 1856 года чиновник особых поручений Мельников был командирован на Нижегородскую ярмарку в первую очередь для «собирания сведений о торговле восточными товарами». Это было прикрытием для секретной миссии — исследования общественного мнения членов армяно-григорианской общины, как проживающих в Российской империи, так и Иране, на положение в эчмиадзинском синоде того времени. Особое место занимало расследование действий католикоса Нерсеса, который боролся с царской властью. Мельников пришёл к выводу, что в сложившейся ситуации виновны все, включая бездействие Министерства внутренних дел.
О содержании эволюции Мельникова-Печерского и возвращении его к литературной деятельности Л. Аннинский писал так:

Превращение это мало походит на катарсис, потрясающий душу. Вовсе нет. Мельников меняет позицию со спокойной уверенностью человека, знающего, что в любом случае — истина за ним. Тут главная разгадка его стиля, его интонации, его способности противоположные суждения произносить равно уверенно.

Для понимания текстов писателя Андрея Печерского это обстоятельство не менее важно, чем для понимания действий чиновника Павла Мельникова.

## Петербург. Чиновник особых поручений и писатель (1856—1866)

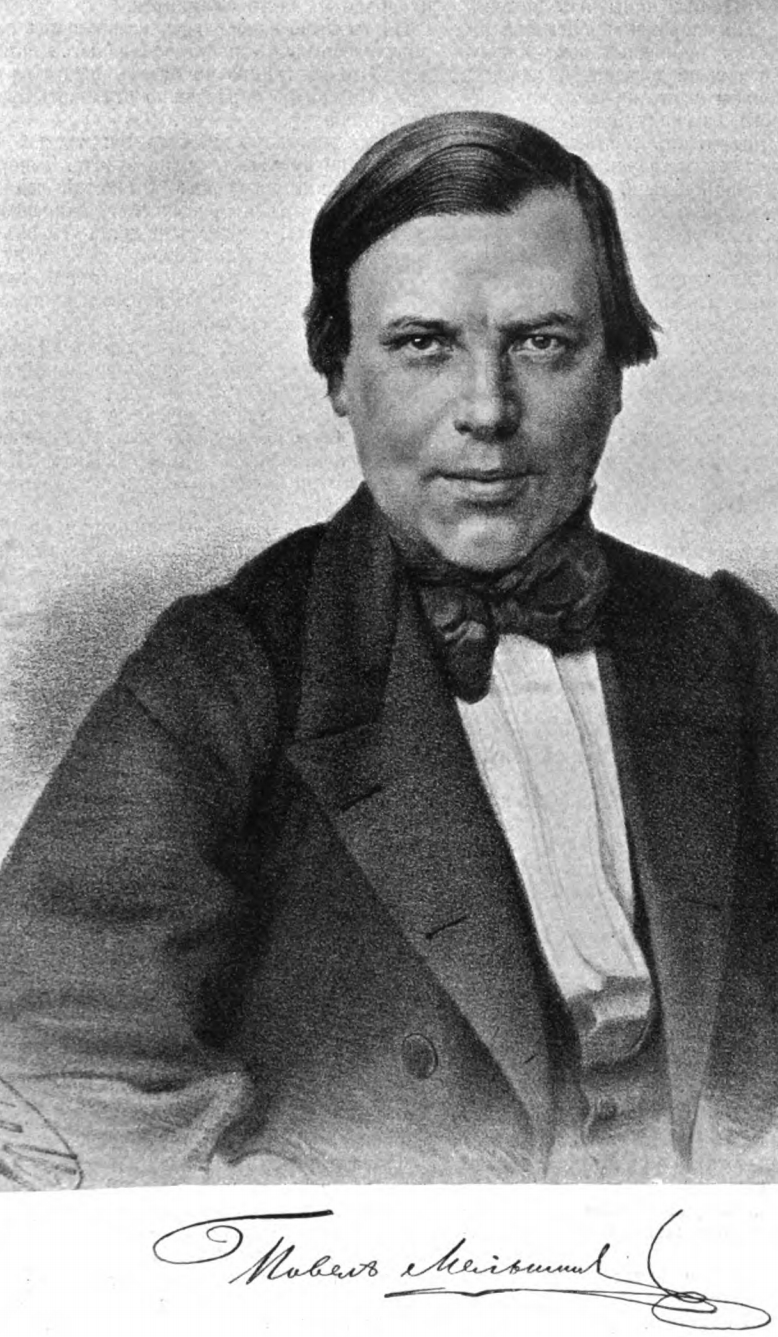
П. И. Мельников-Печерский, 1859

### Повести и рассказы 1850-х годов
В Петербурге с 1856 года семейство Мельниковых квартировало в Троицком переулке в доме содержателя извозчичьего двора И. С. Лукунова. Несмотря на занятость, Павел Иванович возобновил старые знакомства и стремился к новым — в литературной среде. Чаще всего его навещали К. Н. Бестужев-Рюмин, нижегородец Н. П. Смирнов (будущий товарищ обер-прокурора Святейшего Синода и сенатор), А. Н. Майков, бывали композитор А. Н. Серов и драматург Д. В. Аверкиев. Несмотря на желание Мельникова войти в штат «Современника», общение с Н. А. Некрасовым не задалось; по воспоминаниям сына Мельникова, «отец называл его человеком неискренним и двуличным». Редакция «Современника» в августе 1856 года выпустила третий сборник «для лёгкого чтения» (редактировал его Н. Г. Чернышевский), в который была включена повесть «Красильниковы». Одновременно в журнале «Русский вестник» началось печатание «Губернских очерков» М. Е. Салтыкова-Щедрина, хорошо знакомого с Мельниковым по служебным обязанностям. По-видимому, это пробудило в Мельникове соревновательное начало, он прервал пятилетнее литературное молчание и с 1857 года, поселившись в имении супруги Ляхове, начал создавать новые рассказы, которые были приняты именно редакцией «Русского вестника». Имелись, по-видимому, и причины другого плана: в преддверии отмены крепостного права, МВД резко сократил финансирование по старообрядческим делам, которые курировал Мельников. Судя по письмам Д. Н. Толстому, литературный труд виделся очевидным способом заработка, позволявшим использовать огромный опыт и накопленные впечатления.
В январе 1857 года был опубликован рассказ «Поярков», прорецензированный Чернышевским уже в апреле, в контексте именно «Губернских очерков» Щедрина, которые, по Л. Аннинскому, «дали общую точку отсчета всей обличительной литературе». Сюжет рассказа был навеян хорошо знакомыми П. Мельникову чиновничьими реалиями — это исповедь бывшего станового, который когда-то сам притеснял мужиков и вымогал у них деньги, а затем кознями начальства был низвергнут в нищенство и бездомность.

Есть, однако, в «Пояркове» ещё более страшный пласт, скорее духовный, чем публицистический. Это — изумительная невозмутимость, с которой подлец и лгун рассказывает о себе подноготную. Достоевский бы с ума сошёл на этом месте, Толстой гневом бы воспылал, а Печерский «докладывает» невозмутимо, спокойно, бесстрастно, впрочем, иногда почти весело, да ещё от лица самого плута.
Рассказы и повести А. Печерского, связываемые публикой и критиками с творчеством Салтыкова-Щедрина, образовывали следующий ряд: «Дедушка Поликарп» (1857), «Поярков» (1857), «Медвежий угол» (1857), «Непременный» (1857), повесть «Старые годы» (1857), рассказ «Именинный пирог» (1858) и повесть «Бабушкины россказни» (1859). Современники отмечали их глубокое внутреннее единство. Успех объяснялся и крайне либеральной цензурной политикой в отношении «Русского вестника»; когда петербургский издатель и книготорговец А. Давыдов попытался в 1858 году издать сборник произведений Мельникова-Печерского, цензурный комитет отказал в одобрении, хотя все рассказы и повести были уже опубликованы. Разрешили только включить в очередной выпуск «Лёгкого чтения» «Красильникова» и «Пояркова». Отдельное издание последовало только в 1876 году. Причины были вполне очевидны. Например, в рассказе «Непременный» сюжет построен вокруг женитьбы жалкого чиновника на любовнице своего начальника, устроенной по приказу того же начальника — «грех покрыть». Попутно раскрываются коррупционные «рецепты». В рассказе «Медвежий угол» представлена исповедь подрядчика на стройке железной дороги, что «казну грабить сподручнее», чем брать взятки. Власти сразу нескольких губерний обвинили Мельникова в клевете и пытались свести с ним счёты. Тем не менее император Александр II на жалобы главы Путейного ведомства ответил: «верно, Мельников лучше вас знает, что у вас делается» и представил Павла Ивановича к знаку отличия за беспорочную службу.
Чиновник Министерства внутренних дел А. И. Артемьев в мае 1857 года в своём дневнике фиксировал цензурные трудности при прохождении «Дедушки Поликарпа», отмечая, что аналогичные рассказы Щедрина «Старец» и «Мавра Кузьмовна» приняты, хотя «если судить либерально, то ни одной статьи подобной поместить нельзя: мы пишем против раскольников, а им не позволяется возражать…» По Л. Аннинскому, в этом пассаже проявилось своеобразное соперничество Печерского и Щедрина, отображая, в том числе, контраст позиций. Щедрин относился к староверам категорически негативно, считая раскол синонимом дикости и невежества. Однако именно из-за своей либеральной позиции он считал недопустимым критиковать преследуемых властью и не могущих ответить. В результате Михаил Евграфович отказался от темы старообрядчества в своём художественном творчестве, между тем как Печерский только подступался к ней. Печерский в сезон 1857—1858 года стал восприниматься как «обличитель номер два», но именно тогда в рецензиях Добролюбова был вынесен вердикт, что как «юридическая беллетристика» рассказы Мельникова бессмысленны, а как статистика — полезны. Тем не менее к 1858 году было принято решение ввести Мельникова в круг авторов «Современника», причём Писемский в частном послании Островскому жаловался, что Павлу Ивановичу дали 2500 рублей гонорара. В летних номерах 1858 года были опубликованы «Бабушкины россказни», — повесть выжившей из ума столетней старухи, с умилением вспоминающей старые времена, с их самыми дикими проявлениями крепостничества; произведение, по словам Л. Аннинского, «вальтер-скоттовское».
Л. М. Лотман обращала внимание на то, что за исключением рассказа «Гриша», ни одно произведение Андрея Печерского 1850-х годов не имеет последовательного и чётко развитого сюжета. В его рассказах и повестях дана россыпь эпизодов и фактов, характеризующих быт разных социальных групп. Средством характеристики выступали типические образы, некоторые ставились в центр повествования, определяя последующее изложение. Поскольку сюжет рассказов подчинён синтетической визуализации быта, это определяло мозаичность повествования. Мельников испытывал сильное влияние В. И. Даля, активно разрабатывал методы речевой и языковой выразительности героев.

### Чиновная деятельность

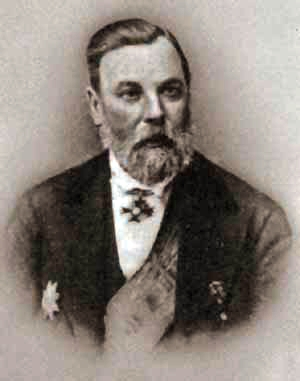
П. И. Мельников в вицмундире при наградах

В 1856 году московские поповцы предложили на коронации Александра II разрешить им принимать православных священников, по тем или иным причинам неугодным епархиальному начальству, в том числе беглых. Предложение осталось без ответа, и было в 1857 году повторено на адрес военного генерал-губернатора Закревского, на сей раз будучи доведено до сведения государя. В качестве эксперта выступал Мельников, который категорически заявил, что только даровав раскольникам архиеерев из православного духовенства, можно что-то противопоставить Белой Кринице. Его поддержал министр Ланской, ссылаясь на оставшееся невыполненным обещание императрицы Екатерины II — «дать единоверцам особых архиеерев». Делом заинтересовался великий князь Константин Николаевич, для которого Мельников составил записку о русском расколе. В урезанном виде «Записка» была напечатана в Лондоне в 1866 году. Пользуясь расположением Ланского, Мельников убедил его, что следует финансировать исследование истории и догматики раскола, на что требовалось до 10 000 рублей в год. Идею одобрил император, 18 октября 1857 года Мельникову совместно с А. И. Артемьевым было поручено составить возможно более полное историко-догматическое изложение учения разных раскольничьих сект. Им был предоставлен доступ к рукописям Публичной библиотеки и Румянцевского музея, архива МВД, а также выписки из дел секретного комитета по расколу. В марте 1858 года было издано Высочайшее повеление о составлении подробного описания раскола в соответствии с планом Мельникова. К работе был привлечён профессор кафедры истории и обличения раскола Московской духовной академии Н. И. Субботин. Были подготовлены и выпущены три тома «Сборника правительственных постановлений, относящихся к расколу».
5 ноября 1857 года по предложению Мельникова в честь 53-й годовщины основания был собран кружок выпускников Казанского университета. Среди гостей были профессора Н. М. Благовещенский, П. А. Дубовицкий, сенатор тайный советник А. М. Княжевич, ординарный профессор Санкт-Петербургского университета А. В. Попов, тайный советник Е. А. Грубер и многие другие. Описание торжественного обеда и стенограммы произносимых речей были опубликованы в «Русском вестнике». На собрании было решено издать сборник трудов, чтобы доход от его издания перечислить в пользу неимущих казанских студентов. Старейшим выпускником оказался С. Т. Аксаков, он придумал сборнику название «Братчина», редактором и издателем выступил сам Мельников. Сборник вышел в 1859 году и оказался приурочен к кончине Аксакова. Тираж составил 1500 экземпляров. Открывался сборник очерком С. Т. Аксакова, вместе с которым были опубликованы воспоминания В. И. Панаева «О Державине», «Студенческие воспоминания о Д. И. Мейере» П. П. Пекарского, статья «О сочинениях Поэнсо» Д. М. Перевощикова, сочинения А. Ф. Мартынова, М. П. Веселовского. Вторую часть планировалось выпустить, когда наберутся достаточные средства для публикации, но осуществить это намерение не удалось.
В 1858 году императорское семейство предприняло путешествие по России. Мельникову было поручено создать путеводитель по Нижегородской ярмарке и достопримечательностям волжских городов от Твери до Богородска. Проспект был опубликован в 14 отдельных частях только для внутреннего пользования, без одобрения цензуры и обозначения издателя. Между тем, служебная карьера Мельникова подходила к весьма важным переменам — начались разговоры об отставке Ланского с поста министра внутренних дел (ожидания, впрочем не оправдались). В дневнике Павла Ивановича от 31 марта 1858 года помещён следующий эпизод:

У министра внутренних дел был Салтыков Михаил Евграфович; откланивался перед отъездом в Рязань на вице-губернаторство. Ланской говорил ему, между прочим, чтобы он был поосторожнее в литературных делах, потому что Бог знает, с которой стороны ветер подует. <…> Ну, а я уже с Салтыковым по одной дорожке иду: что Салтыкову, то и Печерскому.
Связь литературных и служебных обязанностей Мельникова была для современников очевидной. Поэтому короткая заметка, опубликованная в герценовском «Колоколе», сыграла в политической и литературной ситуации роль, несоразмерную её объёму. Н. С. Лесков уже после кончины Мельникова назвал эту историю «эпопеей». Л. Аннинский так это прокомментировал: «Самое интересное, что герценовское клеймо портит Мельникову карьеру скорее именно по службе, чем „по литературе“. Не странно ли? Но учтём, что в конце 50-х годов Герцен ещё не отлучен от России окончательно, как то случится после польских событий 1863 года, что „Колокол“ полуоткрыто-полутайно читается по всей грамотной России, и прежде всего — в правительственных кругах. Воистину Герцен участвует своими статьями в управлении страной, вмешиваясь в решения администрации на самых высших уровнях. Учтём и другое: сложнейшие петли интриг, которыми опутана бюрократическая система. Представим себе, какой ход в правящих кругах может получить насмешливая характеристика, данная Герценом чиновнику, своими обличительными рассказами обозлившему… многих других сильных мира сего. Результат этого процесса известен. Много лет спустя он так определён биографом Мельникова Семёном Венгеровым: „Подстреленный“ Герценом чиновник в конце концов от настоящей карьеры оттёрт. Отставка его и отъезд из Петербурга в Москву в 1866 году — финал сложного процесса, в котором герценовские пять строк — играют роль запала».

### «Русский дневник»
Пользуясь укрепившимся положением С. С. Ланского, Мельников добился права на издание с 1 января 1859 года собственной газеты — «Русский дневник». Это стало заметным событием, поскольку, несмотря на смягчение цензурного режима, издание новых газет ещё не разрешалось. В программной статье издание объявляло об открытии отделов науки и искусств, словесности и библиографических известий. Иностранный политический отдел разрешён цензурой не был, что в итоге привело к провалу предприятия. «Русский дневник» не составлял собственности Мельникова, который был только его редактором, причём фактически занимался только литературными делами, остальные дела вёл А. И. Артемьев. Первоначальный успех появился из-за разрешения министра использовать губернаторские донесения, которые публиковались в редакторских передовицах. Недовольство в петербургских кругах было таково, что Ланской, вызвав Мельникова на доклад, предложил ему на выбор — подать в отставку и остаться редактором или закрыть газету, сохранив место в министерстве. Выбора фактически не было: П. И. Мельников не имел состояния, а количество подписчиков (1518) не только не окупило издания, но и наделало долгов. Павел Иванович получил 3000 рублей от министерства в виде ссуды, в дальнейшем эту сумму взыскивали из его жалованья (1500 рублей в год). Долг впоследствии был списан директором департамента общих дел П. А. Шуваловым. 5 июля 1859 года в свет вышел последний 141-й номер «Русского дневника».
Параллельно разворачивался скандал: в феврале 1859 года сборник рассказов А. Печерского был запрещён цензурой, однако книготорговец Свешников пустил в продажу брошюры с повестью «Старые годы» и «Медвежий угол», которые были вырезаны из 400 неразошедшихся экземпляров «Русского вестника» 1857 года, причём продавались в розницу по 1 рублю серебром. В № 59 «Русского дневника» П. Мельников даже опубликовал особое заявление, в котором объявил о разрыве с редакцией «Вестника».
В «Русском дневнике» было начато печатание повести «Заузольцы», которая вызвала, скорее, недоумение современников своим стилем. Л. Аннинский писал: «Двадцать лет спустя все станет ясно: лучшие созданья Печерского, его романы, — берут начало именно с этого „ручейка“, с „Заузольцев“». Издание прервалось на седьмом «фельетоне». От литературного и финансового банкротства Мельников был спасён новым владельцем газеты «Северная пчела» — Павлом Степановичем Усовым — с ноября 1859 года писатель перешёл в штат «Пчелы» редактором, а начатые публикации были продолжены и рассылались в компенсацию подписчикам. В 1860—1862 годах в «Северной пчеле» публиковались исторические, литературно-критические и художественные произведения А. Печерского, включая очерк о княжне Таракановой. Это было воспринято публикой и коллегами как измена обличительному направлению. М. Е. Салтыков-Щедрин писал 16 января 1860 года в частном письме:

Правда ли, что Мельникова не допустили даже баллотироваться в члены Общества вспомоществования бедным литераторам? и что Тургенев по этому случаю держал речь, в которой публично заявил некоторые не совсем опрятные факты из жизни этого Robert-Macaire’a? Если это правда, то мне все-таки жаль Мельникова, потому что если он и подлец, то подлец не злостный, а по приказанью.

### П. И. Мельников в 1860-е годы

#### «Письма о расколе»

Иван Крамской. Портрет П. А. Валуева, 1880-е годы

Министр внутренних дел С. С. Ланской в 1861 году был отправлен в отставку. Новым министром был назначен
П. А. Валуев, который не интересовался старообрядческими делами. Мельников в этой ситуации фактически остался не у дел; имевшиеся в его распоряжении материалы он использовал для создания новых литературных произведений. В марте 1861 года «Современник» публикует его повесть «Гриша» с подзаголовком «повесть из раскольничьего быта». Критика проигнорировала это произведение, но публику оно заинтересовало. Летом 1861 года было выпущено отдельным изданием 500 экземпляров «Гриши». Писатель изобразил в повести духовные искания юноши-старообрядца, приведшие его сначала к аскетизму, а затем к изуверству и предательству самых близких ему людей. Здесь впервые были изложены легенды о раскольничьих святынях, набор которых затем вошёл в роман «В лесах».
После начала крестьянской реформы 1861 года Мельников утратил надёжный вспомогательный источник дохода — имение супруги Ляхово, которое стало убыточным. Литературный труд стал единственным источником заработка Павла Ивановича (жалованья не хватало, больше не было командировок), но даже публикации не отличались регулярностью. По словам Л. Аннинского, «Печерский почти исчезает как современный писатель, Мельников же теплится как этнограф, краевед и историк». В августе 1861 года Мельников был избран как гид для наследника престола Николая Александровича, путешествовавшего по Волге; Мельников сопровождал цесаревича на дистанции от Нижнего Новгорода до Казани и обратно. Во время посещения Лыскова речь зашла о раскольниках заволжской стороны, и цесаревич посоветовал Павлу Ивановичу сочинить повесть о жизни в лесах; так появилось заглавие первого романа, материалы для которого уже собирались писателем. Цесаревич и в дальнейшем покровительствовал Мельникову, он был приглашён на похороны преждевременно скончавшегося Николая Александровича, проходившие в Петропавловском соборе.
С января 1862 года в «Северной пчеле» началось печатание «Писем о расколе» — введения в большую работу о догматике старообрядчества, которая создавалась ещё по заказу МВД с 1857 года. Публикацией заинтересовался М. Н. Катков, издатель «Русского вестника», который в декабре предложил Мельникову продолжить печататься у него, «в знак прекращения каких-то недоразумений, мне неизвестных, впрочем». «Письма о расколе» произвели большое впечатление на духовное сословие того времени. С 1863 года материалы Мельникова стали выходить в «Русском вестнике» — уже как исторический очерк каждого «религиозного разномыслия»: к 1869 году вышли очерки о скопцах и хлыстах. Принципиально важным в «Письмах» стало категорическое несогласие с официальной точкой зрения правительства и Синода, что раскол представляет готовую почву для переворота, заражён демократическими поползновениями и имеет не церковное, а политическое значение. Павел Иванович потребовал предоставления старообрядцам всей полноты гражданских прав. Новый министр Валуев предпринял с 1 января 1862 года издание газеты «Северная почта» вместо прежнего «Журнала МВД», главным редактором которого был назначен А. В. Никитенко, что сильно задело Мельникова. После отставки Никитенко на пост главного редактора был поставлен И. А. Гончаров, но Павлу Ивановичу было предложено место в редакции. Он отказался, чем вызвал неудовольствие министра.

#### Польский вопрос и раскольники

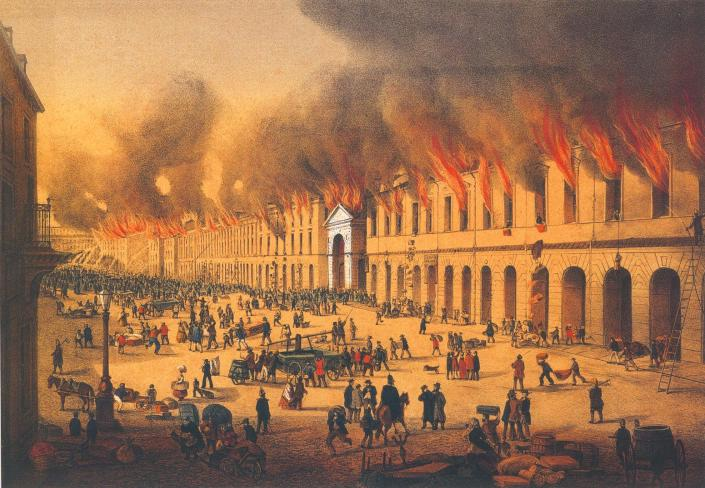
Пожар в Апраксином дворе 28 мая 1862 года, вид с Садовой улицы. Литография

28 мая 1862 года произошёл пожар на Апраксином рынке. Огонь перекинулся на здание МВД, погиб архив, в котором хранились материалы по старообрядчеству, собранные экспедициями в Ярославской и Нижегородской губерниях. Пожар угрожал и дому, где была служебная квартира Мельникова, было срочно эвакуировано его имущество. Сам писатель с семьёй в тот день был в Петергофе, масса имущества была расхищена, включая половину библиотеки и семейную реликвию — образ Спасителя с дарственной надписью Ивана Грозного. Молва сразу же обвинила в поджоге тайную организацию польских патриотов, готовивших восстание. Для репутации Мельникова ещё одним ударом стали статьи в «Колоколе», в которых он был охарактеризован как гонитель студентов и поляков, обвинивший их в поджоге из-за утраты имущества; писатель не решился возразить.
После начала польского восстания в январе 1863 года, министр поручил Мельникову составить изложение польских событий для широких народных масс. 11 июля 1863 года под заглавием «Письмо к православным христианами» оно было представлено Валуеву. Брошюра вышла в свет анонимно под придуманным Катковым простонародным названием «О русской правде и польской кривде», и была отпечатана в катковской типографии громадным по тому времени тиражом в 40 000 экземпляров; распространялась она через офеней по символической цене 6 копеек. Этот текст, профессионально адаптированный под восприятие русского простонародья, означал окончательный разрыв между Мельниковым и леводемократическими писателями. Для распространения пропаганды и одновременного изучения общественного мнения Мельников был командирован в Москву и Нижний Новгород. Польское восстание раскололо русское общество, лично Мельников объявил, что русский человек не может сочувствовать тем, кто стреляет в русских солдат. У Мельникова и Каткова совпало отношение не только к польскому вопросу, но и к раскольничеству. Именно в белорусских землях старообрядцы дали вооружённый отпор польским повстанцам, что для Мельникова было важным индикатором необходимости преодолеть отчуждение раскольников от остального русского народа. Ещё до начала восстания, в 1862 году белокриницкий архиепископ Антоний подписал «Окружное послание», в котором предписывал молиться о здравии российского императора и объявлял, что синодальная церковь верует в того же Бога, что и они, старообрядцы. В 1863 году старообрядцы обратились к Александру II с верноподданническими адресами и были приняты.
4 октября 1863 года министр П. А. Валуев подал очередной Всеподданнейший доклад Александру II, в котором заявил, что принудительные меры против раскольников ненадёжны, нужно действовать убеждением. Для рассмотрения проекта Валуева в 1864 году был учрежден Особый Временный Комитет по делам о раскольниках во главе с министром юстиции графом В. Н. Паниным, консультантом которого стал Мельников. Новую записку о расколе властям он подал в феврале 1864 года и в качестве полумеры предложил хотя бы терпеть старообрядческую иерархию, преследуя только те секты, которые «нарушают общественное благочиние».

#### Дела служебные. Решение о переезде
В апреле 1864 года Мельников был возведён в очередной чин действительного статского советника и в оставшуюся часть года участвовал в ревизии текущего делопроизводства своего министерства. В июле он был направлен в Нижний Новгород, в том числе для расследования пожара на ярмарке 4 июня того же года, а также для рассмотрения вопроса о продаже лавок Гостиного двора в собственность купцов. Командировка Мельникова вызвала серьёзный конфликт с директором ярмарки генерал-адъютантом Огарёвым, также наделённым особыми полномочиями. Только после прямого обращения к министру дело было исчерпано и Мельников пробыл в городе до середины сентября.
Усталость от служебных конфликтов, невозможность работать в столичной официозной прессе и приглашение от М. Н. Каткова и П. М. Леонтьева, привели Мельникова к идее переселения в Москву и постоянного сотрудничества с «Русским вестником».

Прощальный петербургский портрет Павла Ивановича Мельникова — в дневнике А. В. Никитенко от 3 декабря 1865 года: «Плутоватое личико… выглядывает из-за густых рыжеватых бакенбард…»
Затем старый цензор прислушивается. И добавляет: «Он выбрасывает из своего рта множество разных анекдотов и фраз бойкого, но не совсем правдивого свойства…»
М. П. Ерёмин, рассматривая многолетнюю деятельность Мельникова как чиновника, справедливо писал, что в нём было много наивности, «чего-то такого, что можно было бы назвать административным донкихотством. Он действовал не как исполнитель, которому приказали, а с каким-то особым рвением, инициативно». Объяснялось это тем, что ещё в ранней юности он пришёл к выводу, что путь государственной службы — это едва ли не единственная возможность для каждого передового человека, желающего принести родине реальную пользу.

## Москва. «Лесное» и «Горнее» (1866—1883)

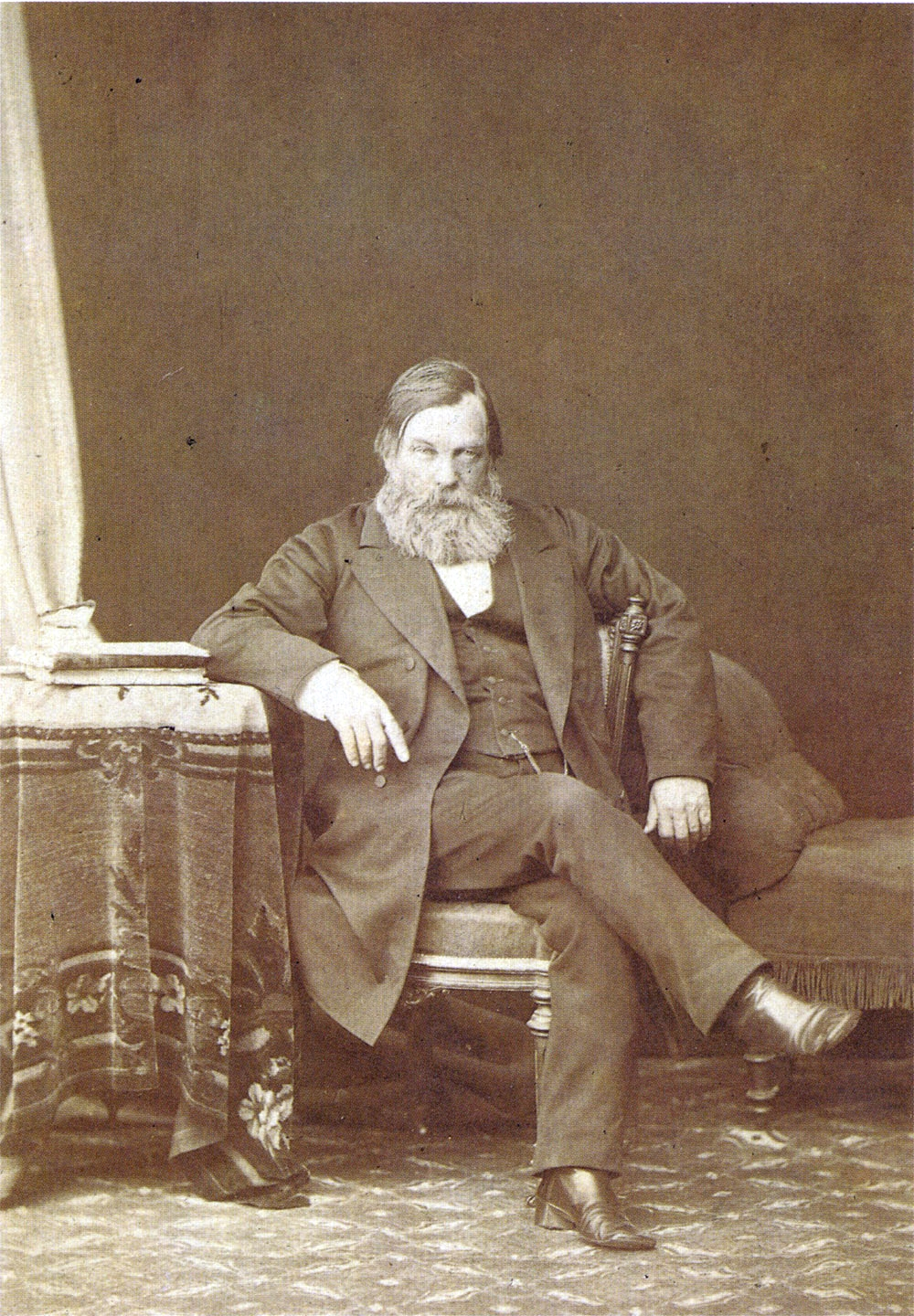
Фото П. И. Мельникова работы А. О. Карелина

### Переезд
Несмотря на некоторое послабление для старообрядцев, провозглашённое в 1864 году, уже в 1865-м белокриницкий митрополит Кирилл Окружное послание отменил; отказались от него и Рогожское сообщество, и участники Освященного собора в Москве. Обеспокоенное руководство МВД 24 апреля 1866 года командировало Мельникова в Москву для секретного розыска по вопросам о связях московских и австрийских старообрядцев. В инструкции было дано задание выяснить, с какой вообще целью было составлено Окружное послание и что намерены делать раскольники по его уничтожении. Требовалось также выяснить настроение старообрядцев и состав их элиты — как епископов, так и промышленников. В ходе расследования он смог получить огромное количество документов, включая австрийские, начатые в 1783 году, а также устав Белокриницкой митрополии, 194 документа московско-владимирской кафедры от самого её основания в 1853 году, огромную переписку и другие материалы. Всё это было описано в посланиях Мельникова министру Валуеву. Мельников ходатайствовал о напечатании важнейших документов (докладывая, что его информаторы гораздо больше боятся «своих», а не правительства), но не смог получить согласия. Причиной были крайне не понравившиеся министру выводы, что Белокриницкая иерархия была создана при значительном участии Третьего отделения и лично Бенкендорфа и Паскевича, на средства, собранные старообрядцами, — в сумме более 2 500 000 рублей ассигнациями. Тем не менее усердие Мельникова было вознаграждено министром: у него появились средства для переезда. В Москве же он возобновил свои знакомства в старообрядческой среде, которые завёл ещё в 1840-е годы. 15 мая Павел Иванович присутствовал при открытии единоверческого монастыря.
19 августа 1866 года Павел Иванович Мельников был уволен с должности чиновника особых поручений и командирован в распоряжение московского генерал-губернатора без жалованья. Отныне единственным источником его существования стала литература. Однако его попытка заведовать внутренним отделом «Московских ведомостей» не удалась, поскольку он по природе не был способен к каждодневному усидчивому труду и всегда работал порывами. В такие периоды он был невероятно производителен, но если утрачивал порыв, то начатые вещи могли оставаться незавершёнными. Это зачастую приводило к простою газеты, когда не выходили ожидавшиеся от редакции комментарии на те или иные события. В результате он вернулся в редакцию «Русского вестника»: хорошие гонорары (300 рублей за печатный лист) позволяли содержать семейство и стимулировали написание произведений большого объёма. Так было положено начало его дилогии «В лесах» и «На горах». По словам П. С. Усова, «это был третий приступ Мельникова к исключительно беллетристической деятельности, приступ наиболее плодовитый, давший наибольший вклад с его стороны в нашу литературу».

### Железнодорожный вопрос
В 1867 году в «Русском вестнике» были опубликованы две крупные вещи Мельникова: «Очерки мордвы»
и «Княжна Тараканова и принцесса Владимирская» (по определению Ф. Селезнёва, фактически — исторический детектив). Свою семью с 1868 года Мельников перевёз в дом В. И. Даля, где прожил более трёх лет. Так возобновилось их общение, в котором принимал также участие единоверческий архиепископ Пафнутий. В целом Мельников жил замкнуто, нелегко сходился с людьми и прослыл высокомерным. В литературной деятельности наступил перерыв на два года, порождённый деятельным участием Мельникова в железнодорожном вопросе, сильно его увлёкшим. 18 декабря 1868 года Павел Иванович был избран нижегородским земством в число депутатов, которым было поручено ходатайствовать перед правительством о строительстве линии Нижний Новгород — Сызрань, с веткой до Казани. Мельников составил специальную докладную записку, опубликованную в феврале 1869 года. Кроме того, Мельников считал, что из Нижнего должна идти и линия на Сибирь. На этой почве он познакомился с полковником Е. В. Богдановичем — также служащим МВД, — который ещё в 1868 году подал проект Урало-Сибирской железной дороги. Нашлась и группа предпринимателей, готовая финансировать проект и начать немедленные изыскания. 13 июня министр Тимашев официально поручил Мельникову статистические изыскания в Вятской, Нижегородской, Пермской, Казанской и Уфимской губерниях, чтобы выяснить, какое направление железной дороги окажет наиболее благоприятное влияние на их развитие. При этом Мельников просил отпуска со службы, взамен получив неоплачиваемую командировку.
Миссия Мельникова началась 11 июля 1869 года, когда он выехал из Нижнего Новгорода в сопровождении профессора К. Н. Бестужева-Рюмина — бывшего ученика по гимназии. Пробыв неделю в Семёнове, они отправились в единоверческий монастырь в Керженец, а также в Осиновский монастырь. Посетил он и игуменью Маргариту из разорённого Оленевского скита, она послужила прототипом матушки Манефы его романов. Мельников сравнивал современное положение старообрядцев с зафиксированными им 16 лет назад данными, а на Бестужева-Рюмина большое впечатление произвели оказываемые Павлу Ивановичу почести, поскольку его имя связывалось с изменениями в отношении правительства. Затем проследовали в большое село Воскресенское на Ветлуге (ныне районный центр Нижегородской области). Оттуда они поехали в уездный город Варнавин Костромской губернии, побывали в Урене. Через Вятку и Пермь добрались до Екатеринбурга. В результате Мельников наиболее удобным для железной дороги признал маршрут Нижний Новгород — Семёнов — Баки (ныне — Красные Баки) — Яранск — Кукарка — Ижевск — Сарапул — Екатеринбург. В ходе этой командировки Мельников внимательно наблюдал за жизнью местных жителей, прежде всего старообрядцев, вёл подробные заметки этнографического характера, которые вошли составной частью в будущие романы.

### «В лесах»

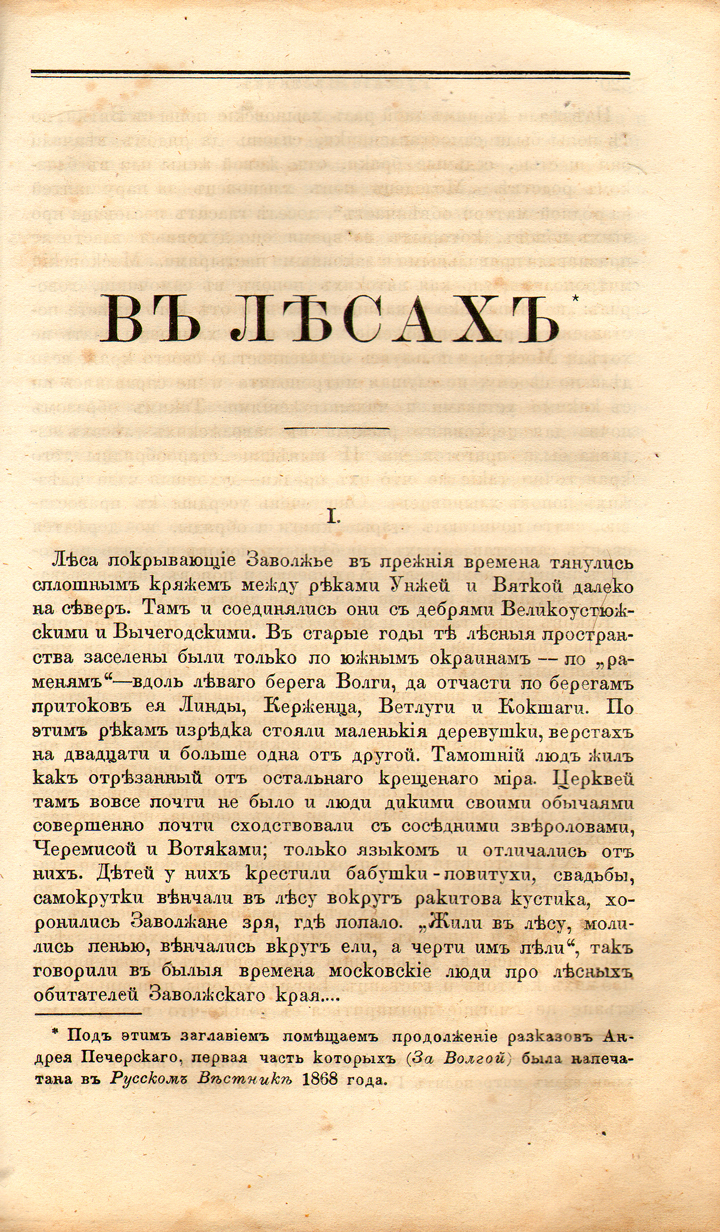
Первая публикация «В лесах» («Русский вестник», 1871, январь). Роман представлен как продолжение рассказов «За Волгой»

Публикация первого крупного произведения А. Печерского началась с рассказа «За Волгой». Далее он приписал к нему четыре главы (14—17), в которых описывалось путешествие Чапурина на Ветлугу, пребывание его в Красноярском скиту, рассказывалась история Колышкина. Иными словами, он не имел сложившегося плана повествования, поэтому роман не отличается композиционной стройностью. Равным образом автор сам не осознавал перехода от рассказов и очерков к крупному жанру, и уже когда роман был окончен, в 1875 году заявил, что это «не новое, собственно говоря, произведение, это продолжение тех очерков и рассказов, что под общим заглавием „В лесах“ помещались в „Русском вестнике“…». Приступая к работе он вообще не имел понятия, чем закончится роман и насколько широко разовьётся его действие. Более или менее составлять план работы и придерживаться его Мельников стал только на завершающей стадии написания — около 1872 года.
Л. Аннинский следующим образом характеризовал роман:

Всё-таки аналогии стилистике Андрея Печерского надо искать не столько в психологической прозе, сколько в старорусской живописи: в иконе и фреске. Ясность тонов, определённость красок, «заливка» и «плавь», игра — лишь в пределах канона. «Тёмные леса», «тёплые горницы»… Взять пейзажи Печерского, самый их ритм: от них ощущение — как от иконописи: вот условные «палаты», вот рифмующиеся «древеса» и «лещады»…
Герой, проходящий через серию «испытаний», не столько развивается как характер или личность, сколько выявляет свое лицо, свою «тему», свою «судьбу» в разных положениях. Эпизоды нанизываются по логике «хожения».
Отсутствие плана породило в романе «В лесах», так же как и в его продолжении «На горах», известную двойственность замысла. Писатель с самого начала стремился придать своему роману характер широкой картины жизни народа, постоянного проявления её вечных, стихийных «начал». Здесь даже встречаются языческие элементы, противоречащие всему содержанию романа, живописующего жизнь раскольников. Отвлечённый замысел был реализован реалистическими средствами и реалистической обрисовкой характеров. Фольклор сыграл огромную роль при речевой характеристики героев, фольклорный элемент позволил строить индивидуальные характеристики. «Мельников-Печерский изображает характеры ряда своих героев в развитии, движении. Страстная и гордая Матрёна становится строгой и распорядительной Манефой, весёлая Флёнушка — властной и суровой игуменьей, тихая и ласковая Настя — смелой и решительной защитницей своего права на свободу чувства, покорный и богобоязненный Алексей — чёрствым приобретателем и циничным фатом. И все эти перемены ярко отражаются в речи героев». Колоссальный размах действия романа контрастирует с хронологической ограниченностью: всё действие подчинено календарю, начинается крещенским сочельником (5 января) и кончается 22 октября (Казанская Богородица), в которую «венцом девицам голову кроют» и венчают Парашу с Василием Борисычем.
Особое место в ткани романа занимали народные русские легенды, в первую очередь о граде Китеже. Судя по исследованию В. Ф. Соколовой, впервые к этой легенде Мельников обратился ещё в 1840 году, о чём докладывал в рапорте директору училищ Нижнего Новгорода. Публикация «Китежского летописца» в «Москвитянине» в 1843 году придала легенде канонический вид. Мельников придерживался версии дохристианской природы поверий вокруг озера Светлояр, что было подтверждено исследованиями 1930-х годов. А. С. Гациский в 1876 году посетил озеро Светлояр на Иванов день, и описал полуязыческие действа, хорошо соотносившиеся с суждениями Мельникова. Очерк Гациского был опубликован в журнале «Древняя и новая Россия». Использовал Мельников и образ Беловодья, именно он в 1839 году в «Нижегородских губернских ведомостях» опубликовал первую сводку легенды. В «Очерках поповщины» он опубликовал её первоисточник — так называемого «Путешественника».
Публикация романа вызвала несколько конфликтов автора с редакцией из-за размера гонорара, который являлся не последним стимулом для создания объёмного текста. В октябре 1872 года Мельников сообщал жене, что потребовал плату в 250 рублей за лист. Отчасти амбиции порождались летней поездкой в Петербург, где «разные фрейлины восхищаются моими сиволапыми мужиками и раскольничьими монахинями, которых, если бы они предстали живьём, конечно, и близко к себе не подпустили бы». В 1873 году, когда журнальная публикация ещё не была окончена, к Мельникову уже начали поступать предложения по книжному изданию. Д. Кожанчиков предложил ему 10 000 рублей за тираж в 5000 экземпляров, но с уплатой по частям. Мельников в ответ запросил 15 000, но согласился бы и на десять, если бы сумма была предоставлена единовременно. В конце концов в 1875 году Мельников опубликовал роман за собственный счёт, причём нераспроданный тираж ушёл М. О. Вольфу. 1 мая 1881 года Вольф выплатил Мельникову 4000 рублей за право выпуска второго издания «В лесах» и сборника рассказов.

### «На горах»

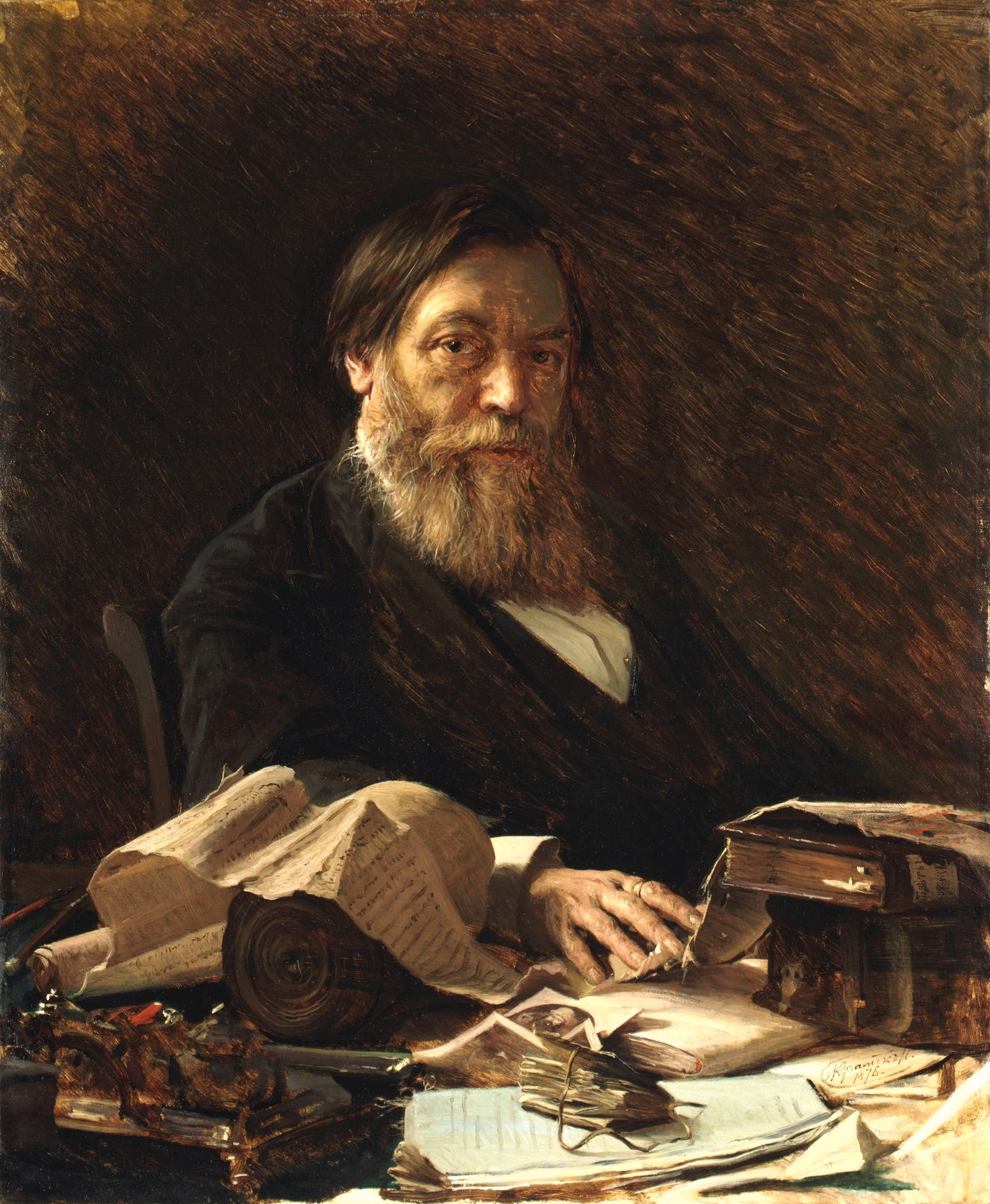
Портрет писателя П. И. Мельникова. Иван Крамской, 1876

В начале 1870-х годов, достигнув материального благополучия и получая большие гонорары, Павел Иванович Мельников решил возродить имение своей жены Ляхово. Имение было расположено на Большом почтовом арзамасском тракте в 8 верстах от Нижнего Новгорода; площадь его составляла 220 десятин. От дороги оно было отделено дубовой рощей и 200-летними липовыми аллеями; позднее описания этих мест вошли в роман «На горах». В 1875 году в имении был построен новый двухэтажный дом по планам и под наблюдением самого владельца. Пока дом строился, Мельников поселился со всей семьёй в избе крестьянина Василия Большова. Западной стеной усадебный дом выходил в самую затенённую часть сада, на первом этаже располагался рабочий кабинет — владелец любил летом бывать в тени. С террасы второго этажа можно было спуститься прямо в сад. Павел Иванович любил цветы и заботился об украшении своего сада, а также о разведении огорода и плодово-ягодных кустов и деревьев. Ещё в 1853 году он насадил в имении кленовую рощу. После отстройки усадьбы Мельников проводил там каждое лето; даже когда в конце жизни медики советовали ему укреплять здоровье в Крыму, он полагал, что в Ляхове ему будет гораздо лучше.
В 1874 году Мельников посетил Петербург, приём в котором был таков, что писатель некоторое время вынашивал планы возвращения в столицу. 19 апреля 1874 года в Государственном совете были рассмотрены правила метрической записи рождения, смертей и браков раскольников. Была образована комиссия из членов Второго и Третьего Отделений ЕИВ Канцелярии, Министерства юстиции и Синода для разработки законопроектов 1864 года. 15 марта 1874 года особым письмом в комиссию был приглашён Мельников. Его доклад 27 марта продолжался более трёх часов. 29 марта он был принят цесаревичем Александром Александровичем. 10 ноября 1874 года было проведено чествование 35-летнего юбилея его литературной деятельности; в заседании прочитали поздравительную телеграмму от министра внутренних дел А. Е. Тимашева. Показателем популярности писателя стал визит к нему П. М. Третьякова. По его просьбе знаменитый художник И. Н. Крамской написал портрет Павла Ивановича для Третьяковской галереи. Присутствовавший на банкете Н. И. Субботин произнёс тост, в ответ на который Мельников сказал:

Сегодня я получил столько заявлений сочувствия к посильным трудам моим, столько почёта, что, право, может голова закружиться; чего доброго, пожалуй, я могу возмечтать, что я действительно знаменитый русский писатель. Нет, господа, я только любитель русской словесности. <…> Бог дал мне память, хорошую память; до сих пор она ещё не слабеет. …И где бы ни был, что ни видел, что ни слышал, всё твёрдо помню. Вздумалось мне писать; ну, думаю, давай писать и стал писать «по памяти, как по грамоте», как гласит старинное присловье. Вот и всё.
П. И. Мельников не дождался реализации закона о гражданских правах раскольников; он был принят только после его кончины в 1883 году.

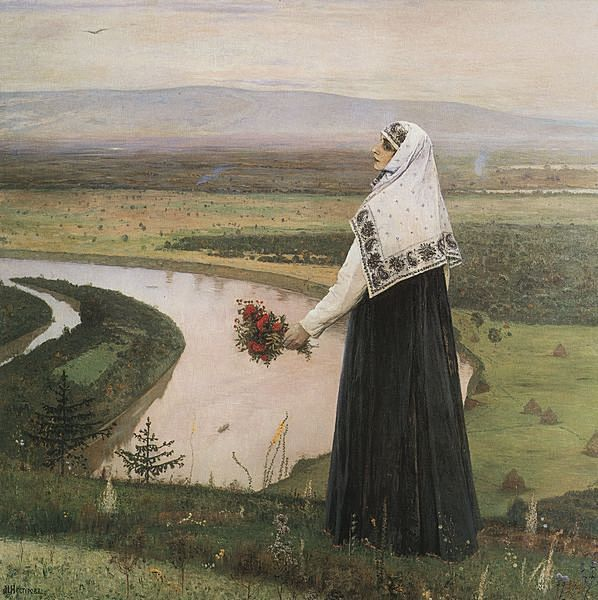
М. В. Нестеров. На горах. 1896, Киевский музей русского искусства

19 мая 1876 года П. И. Мельников обратился к наследнику цесаревичу с просьбой посвятить издание следующего романа «На горах» его августейшему имени. 23 мая разрешение было дано, и последовала аудиенция, на которой цесаревич велел присылать текст по мере его выхода в свет. Тогда же была выдвинута идея выбрать Мельникова членом Академии наук на место умершего графа А. К. Толстого. Нижегородский губернатор П. И. Кутайсов в мае того же 1876 года предложил Печерскому передать права на его романы министерству народного просвещения с целью включения их в школьную программу как «хороших образцов чисто русского языка».
Написание романа «На горах» шло ещё с 1874 года, начата рукопись была в Москве и продолжена летом 1875 года в Ляхове. Роман явился прямым продолжением «В лесах», в новое произведение перекочевали многие сюжетные коллизии и персонажи. Как говорил сам писатель, «переменяется только местность: с левого лугового, лесного берега Волги я перехожу на правый, нагорный, малолесный». В художественном и идейном отношении роман составлял единство с первым. Быт жителей Поволжья продолжал оставаться в центре внимания писателя, осталась и задача дать «синтетическое изображение» этого быта. Изменились акценты на персонажах — на первое место выходит богатое купечество с его коммерческой практикой и историей происхождения капиталов. В отличие от первого романа Мельникова-Печерского, «На горах» содержит изображение нескольких счастливых браков, картины любви и семейной жизни молодых купеческих пар (в том числе Дуни Смолокуровой и Самоквасова). Главы, в которых Мельников пытался указать старообрядчеству путь выхода из раскола — обращение в единоверчество — отмечены неприкрытой дидактикой.
Роман долго и мучительно проходил через редакцию, часть глав — особенно, посвящённых хлыстовству, — снималась по цензурным соображениям, из-за чего Павел Иванович несколько раз хотел отказаться от публикации; его остановила только финансовая необходимость. Только в 1881 году роман полностью вышел в свет и тогда же М. О. Вольф опубликовал всю дилогию. При всём читательском и коммерческом успехе романа, критика фактически его проигнорировала, а появившиеся обзоры и рецензии носили «дежурный» характер. В августе 1881 года в «Отечественных записках» вышла рецензия без подписи; по стилю Л. Аннинский приписывал её Скабичевскому, — это было «первое за десять лет суждение о Печерском, оброненное прогрессивной русской критикой. И последнее». Весь смысл данной рецензии выражался в следующем пассаже:

Au naturel г. Печерский — верный, способный и послушный сподвижник г. Каткова. Роман «В лесах», однако, преизобиловал хотя бы описаниями быта нашего Заволжья, почти всегда интересными. Роман «На горах» не содержит и этого: г. Печерский, очевидно, исчерпал материал и переписывает самого себя. Результаты получаются истинно комические: это такое дешёвое, заурядное шарлатанство, что о художественности не может быть и речи: новый роман г. Печерского — не «продолжение», а скучное и вялое размазывание прошлого его романа.

### Последние годы

Могила П. И. Мельникова-Печерского, Нижний Новгород, Бугровское кладбище

Начало публикации «На горах» привело к росту популярности Мельникова. 23 апреля 1877 года в Москве на балу у генерал-губернатора Долгорукова писатель единственный раз удостоился императорской аудиенции, причём Александр II сделал ему несколько комплиментов и назвал себя постоянным его читателем. В августе 1877 года Мельников совершил поездку в Казань на IV Всероссийский археологический съезд, на котором ему была устроена овация. В 1878 году он был удостоен ордена Св. Анны 1 степени.
Император по результатам общения с Мельниковым был склонен поручить ему исследование секты молокан, но дело продвигалось чрезвычайно медленно. В январе 1879 года по приглашению шефа жандармов Н. Д. Селиверстова писатель прибыл в Петербург, где ему вновь устроили восторженный приём. На аудиенции у министра государственных имуществ П. А. Валуева было решено заказать Мельникову несколько брошюр для населения против сектантства. Печатать их предстояло за государственный счёт с гонораром 200 рублей за лист, причём распространение брошюр возлагалось на автора. Также Павлу Ивановичу, принимая во внимание его литературные заслуги, предложили место при В. А. Долгорукове или пенсию в 2000 рублей с правом передачи её жене. Издание так и не состоялось, как не было назначено и казённого содержания. В. А. Долгоруков возложил на Мельникова последнее чиновничье поручение: ввиду близости нижегородской ярмарки 24 мая 1879 года он был командирован как доверенное лицо генерал-губернатора для предупреждения на ярмарке всякого рода беспорядков. Предстояло собрать огромное количество сведений, в том числе относящихся к ведомствам полиции и городского благоустройства — в предыдущем году в Астраханской губернии была вспышка чумы. Исполнение этого поручения заняло Павла Ивановича до осени. По словам П. С. Усова, «он начал свою административную должность в родном Нижнем Новгороде и окончил её в нём».
С середины 1870-х годов резко ухудшилось здоровье писателя. В Нижнем Новгороде и Петербурге он вёл активную жизнь, но с переездом в Москву мог позволить себе неделями не выходить из дома; чтением он предпочитал заниматься лёжа, игнорируя предупреждения и предписания врачей. 8 мая 1877 года он писал одному своему знакомому, что «дошла до меня барская болезнь — подагра». Последние его поручения 1879 года привели к некоторому улучшению здоровья, но уже в 1880 году процесс стал необратимым. Последние главы романа «На горах» в 1880 году он диктовал жене, поскольку уже не мог держать в руках перо. В 1881 году поражённый смертельной болезнью Мельников подал в отставку и переехал в Нижний Новгород, но лето 1881 и 1882 годов провёл в Ляхове. Уже летом 1882 года он с трудом говорил и был так слаб, что не мог держать в руках папиросу. К началу 1883 года даже домашние были не в состоянии разбирать его слов. 1 февраля 1883 года Павел Иванович Мельников скончался в Нижнем Новгороде в доме на Петропавловской улице. Первоначально он был похоронен в фамильном склепе на кладбище Крестовоздвиженского монастыря, а 27 марта 1953 года перезахоронен на Красном (Бугровском) кладбище. Первоначальный памятник и ограда не сохранились, и в 1972 году было установлено новое надгробие. Это стела серого гранита с бронзовым барельефом писателя (скульптор Л. Ф. Кулаков).

## Наследие. Память
Творческое наследие П. И. Мельникова осталось актуальным после его кончины, что показывает и количество изданий. В биобиблиографическом обзоре Л. Кудриной и Л. Селезнёвой 2013 года указаны 6 представительных собраний сочинений А. Печерского и 84 отдельных издания его романов (суммарный их тираж приближается к 3 000 000 экземпляров, иллюстрации делали многие выдающиеся художники, начиная с Боклевского). Первое представительное собрание сочинений увидело свет в 14 томах в 1897—1898 годах в товариществе Вольф, издававшего Мельникова при жизни. Оно было обозначено как «полное»; весь первый том занимала биография писателя и его библиография. Это же издательство реализовало собрание в 7 томах в 1911 году; ранее товарищество А. Ф. Маркс предприняло семитомное собрание в 1909 году. Все они обозначались как «полные». Далее собрание сочинений увидело свет в 1963 году в 6 томах под редакцией М. П. Ерёмина. Под его редакцией вышло и 8-томное собрание сочинений 1976 года с иллюстрациями И. Глазунова. В современной России было издано 6-томное собрание в 2010 году в «Библиотеке „Огонёк“».

### В критике и литературоведении
По замечанию Л. Аннинского, ранние рассказы и повести Мельникова-Печерского не вызвали интереса великих критиков середины XIX века — Добролюбова и Чернышевского, их немногочисленные отзывы лишь вскользь касались творчества писателя, но «ни одного серьёзного разбора так и не дали». Вновь внимание критики было привлечено после публикации дилогии «В лесах» и «На горах», после которой Мельникова стали сравнивать с Гомером и безоговорочно признали знатоком народного быта и жизни. В первой рецензии Н. Соловьёва 1871 года А. Печерский был признан «повествователем» и его романы стали противопоставляться художественно-этнографическим очеркам С. В. Максимова. Отдельное издание «В лесах» 1875 года было встречено как «выдающееся литературное явление», причём героев Печерского В. Оль (критик газеты «Голос») генетически связал с типами Н. В. Гоголя. По мнению И. Кудряшова, специально занимавшегося этим вопросом, почти единодушно восторженные отклики читающей публики 1870-х годов объяснялись соответствием романа «духу времени», когда изучение фольклора и этнографии в значительной степени смешивалось с беллетристикой, а гражданским долгом писателей было «родиноведение» и «народознание». В некрологе писателю критик А. П. Милюков поставил Мельникова в один ряд с самыми выдающимися представителями русской литературы: «Вместе с Гончаровым, Тургеневым, Писемским, графом Л. Толстым он, П. И. Мельников (Андрей Печерский), служит одним из представителей художественной школы, ознакомившей русское общество с разными сторонами его жизни и осветившей её внутренний смысл». Уже с 1880-х годов, когда увлечение «народностью» и социальными темами предыдущих десятилетий сошло на нет, появляются первые критические отзывы. В результате А. Н. Пыпин (в 1892 году) назвал Мельникова писателем, «не сумевшим возвыситься до настоящего поэтического творчества». А. И. Богданович в рецензии на собрание сочинений Печерского 1908 года объявил его «этнографом, испорченным прокурорскими навыками», романы которого только по недоразумению стали считаться художественным воспроизведением народного быта. Это не отменяло и панегирических высказываний других критиков, например, С. Венгерова. Тем не менее по ряду обстоятельств на фоне Герцена и Салтыкова-Щедрина Мельников-Печерский не вошёл в сонм первостепенных русских классиков, навсегда оставшись писателем «второго ряда».

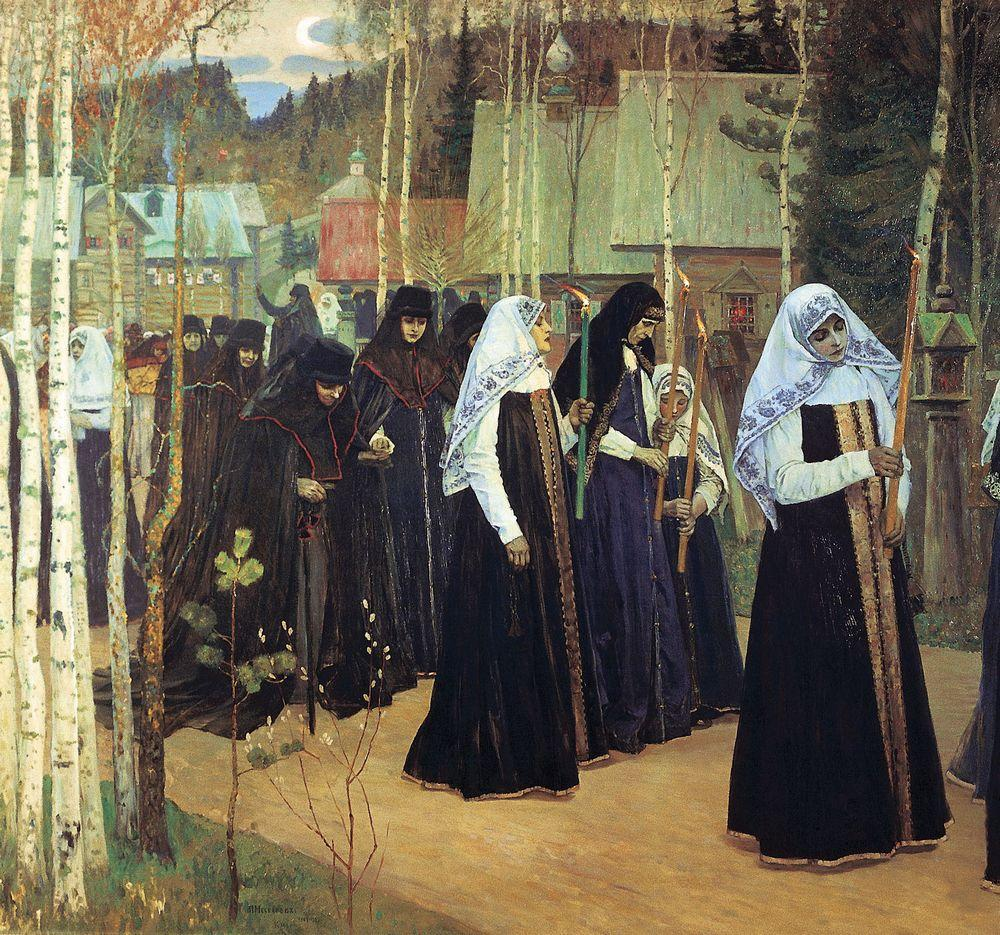
М. В. Нестеров. Великий постриг, 1897 — 1898. Государственный Русский музей

Отношение к Мельникову заметно поменялось после критико-биографического очерка А. А. Измайлова во втором издании собрания сочинений 1909 года. Измайлов проанализировал отзывы критиков минувшего двадцатилетия и пришёл к выводу, что романы «В лесах» и «На горах» появились тогда, когда «русская критика
оскудела и не хотела постигнуть синтеза работы Печерского». Он же определил Мельникова как «коренника-бытописателя». А. В. Марков в «Этнографическом обозрении» 1908 года попытался специально проанализировать фольклорно-этнографические интересы писателя. В целом, комплексного исследования наследия Мельникова-Печерского до революции так и не было сделано.
В советское время в значительной степени отношение к Мельникову-Печерскому было заложено М. Горьким. В ряде частных писем и опубликованных историко-критических трудах он призывал начинающих литераторов учиться у «богатейшего лексикатора». Специальная работа о Печерском вышла в 1928 году в «Известиях Нижегородского университета» — это была статья П. О. Пилашевского «К вопросу о композиции и стиле романа Мельникова „В лесах“», выдержанная в методологии формальной школы. Специально фольклорным элементам в творчестве Мельникова была посвящена объёмная статья (13 главок) Г. С. Виноградова, опубликованная в 1935 году. В 1950—1970-х годах в отношении к творчеству Мельникова-Печерского высказывались полярно противоположные взгляды. Так, И. Ежов во вступительной статье к изданию «В лесах» 1956 года (переиздана в собрании сочинений 1976 года) определил, что фольклорно-этнографический материал служил для писателя только как средство «идеализации быта старообрядческой буржуазии и придания роману мнимой „народности“». Могли даже раздаваться обвинения в «измене реализму» (Ф. М. Левин). Большую роль в определении места Мельникова-Печерского в послевоенном советском литературоведении сыграла Л. М. Лотман, написавшая большой очерк о писателе в фундаментальной «Истории русской литературы». Она также разделяла взгляды о славянофильско-почвеннических тенденциях в дилогии писателя, которые приводили к эстетизму и приукрашиванию действительности.
Первое монографическое издание, посвящённое Мельникову, было опубликовано в Горьком в 1981 году В. Ф. Соколовой. Значительную часть объёма 190-страничной книги занимал анализ романов «В лесах» и «На горах», основанный на материале её диссертации. В 1988 году вышла книга Л. Аннинского «Три еретика», в которую включена и «повесть» (развёрнутое литературоведческое эссе) о П. Мельникове-Печерском. В этой книге содержится глубокий литературоведческий анализ книг Мельникова и сформулировано его творческое кредо так, как оно виделось критику.

### В историографии
С 1980-х годов началось осмысление наследия Мельникова как этнографа — исследователя мордовского народа. Была опубликована небольшая книга А. Посадского «П. И. Мельников (Андрей Печерский) и мордовский край» (Саранск, 1988); в 2013 году была защищена диссертация С. Пивкиной «П. И. Мельников-Печерский как собиратель и исследователь фольклора Нижегородской мордвы». В статье А. В. Карпова (Санкт-Петербург), опубликованной в декабре 2016 года, показано, что П. И. Мельникова следует считать основателем фольклорно-этнографического изучения мордовского народа, одновременно заложившим традицию рассмотрения соответствующего материала в контексте русско-мордовских контактов и культурных взаимосвязей. Однако следует иметь в виду, что он преимущественно контактировал с отдельной этнокультурной группой мордвы — терюханами, жившими на территории Нижегородской губернии и сильно обрусевшими.
В 2000-е годы стало возможным последовательное исследование старообрядчества в творчестве и деятельности П. И. Мельникова. Большой ряд публикаций посвятил этому вопросу В. В. Боченков, включая отдельную монографию, опубликованную в 2008 году. С точки зрения В. Боченкова, Мельников проделал большую эволюцию в отношении как к старообрядчеству, так и к российской общественно-политической системе. Если в первом случае он практически пришёл к единоверчеству, то во втором остался консерватором, причём изучение старообрядчества с его приверженностью старине укрепило его монархические воззрения, причудливо сочетавшиеся с умеренно-либеральными. В то же время информативную книгу В. Боченкова критиковали за мозаичность структуры, из-за чего было упущено несколько важных проблем, в частности, влияние В. И. Даля на Андрея Печерского. А. Рейтблатом отмечено, что большим достоинством монографии Боченкова является показ эволюции Мельникова от «схематичного автора, зародившегося в противостарообрядческой публицистике, к освобождению от канонических условностей и формулировании сложного, многогранного, индивидуального характера, в котором был бы воплощен национальный идеал».

### Влияние на литературу и искусство

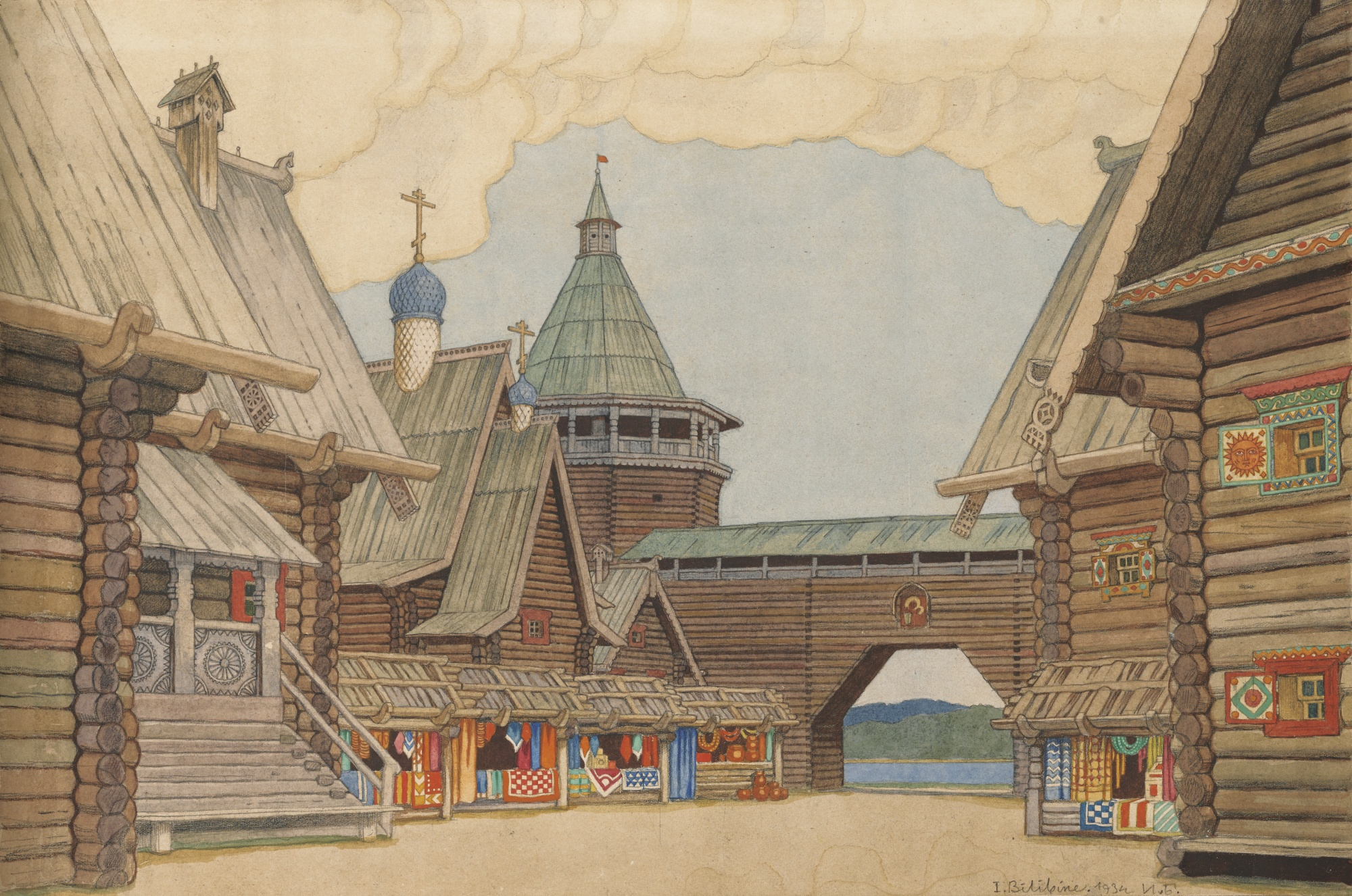
И. Я. Билибин. Mалый Китeж на Bолгe. Эскиз дeкорации к 2-му дeйствию опeры H. А. Римского-Корсакова «Сказаниe о нeвидимом градe Китeжe и дeвe Фeвронии»

Литературные и особенно языковые эксперименты П. И. Мельникова-Печерского в определённой степени воздействовали на последующее развитие русской литературы. Под его влиянием В. Г. Короленко совершил путешествие по керженским скитам. Однако его взгляды были совершенно иными — он не интересовался консервативными традициями старообрядцев, искал элементы протеста в их жизни и быту, но попутно отразил этнографические и социальные черты быта поволжских жителей. П. П. Бажов признавал глубокое воздействие на свою литературную судьбу, прежде всего, языка Мельникова-Печерского. Признавая внутреннее родство творчества Лескова и Мельникова, Бажов писал, что «Мельников мне казался всегда ближе. Простая близкая натура, ситуация и тщательно отобранный язык без перехлёстывания в словесную игру».
Образы романов «В лесах» и «На горах» вдохновили художника М. В. Нестерова на создание картин «Христова невеста», «На горах», «Великий постриг», «Соловей поёт», «В лесах». Впечатления от романа «В лесах» отразились в либретто и музыке оперы Н. А. Римского-Корсакова «Сказание о невидимом граде Китеже и деве Февронии».
В 2010 году по книгам «В лесах» и «На горах» был снят 24-серийный телесериал под названием «В лесах и на горах» режиссёра Александра Холмского совместного производства России и Украины. Режиссёр и сценаристы оставили только несколько сюжетных линий, практически удалив всё то, что связано в оригинале со старообрядчеством. Сериал вызвал противоречивые отзывы зрителей и критиков, в том числе из старообрядческой общины.

### Объекты
В честь писателя названа улица Мельникова-Печерского в Нижнем Новгороде и общественная библиотека в том же городе. На фасаде дома, в котором он родился (ул. Ульянова, 42), установлена мемориальная доска.
В 1956 году имя «Мельников-Печерский» получил грузопассажирский пароход проекта 737А, построенный в Венгрии. До 1977 года он эксплуатировался Московским речным пароходством, далее был передан на Днестр в порт Бендеры. До середины 1980-х годов пароход выполнял регулярные круизные рейсы, далее использовался как туристическая база. В начале 1990-х годов, во время Приднестровского вооружённого конфликта, судно было брошено, затем разграблено и затоплено на реке Днестр в 1997 году. Его останки находятся в 2 километрах от Вадул-луй-Водэ.
В память о писателе-этнографе в библиотечном краеведческом центре Сормовского района Нижнего Новгорода в 2004 году на постоянной основе была открыта экспозиция «Картинки нижегородского быта XIX века», состоящая из более чем 200 экспонатов. Особое место в музейной экспозиции занимают несколько первых посмертных изданий произведений П. И. Мельникова-Печерского, пожертвованных населением. В 2008 году к 190-летию со дня рождения писателя экспозиция была расширена и видоизменена.

## Публикации
- Раскольники в России : Извлечения из распоряжений по делам о раскольниках при императорах Николае и Александре II, пополненные запискою [П. И.] Мельникова-[Печерского]. — Лейпциг : Э. Л. Каспрович, 1887. — 96 с. — (Собрание материалов для истории возрождения России; 8).
- Полное собрание сочинений П.И. Мельникова (Андрея Печерского). — 1-е посмерт. полн. изд., доп., свер. и вновь просмотр. по рукописям. — СПб.—М. : Т-во М.О. Вольф, 1897. — Т. 1: Павел Иванович Мельников, его жизнь и литературная деятельность / [Соч.] П. Усова. — 324 с.
- Полное собрание сочинений П.И. Мельникова (Андрея Печерского). — 1-е посмерт. полн. изд., доп., свер. и вновь просмотр. по рукописям. — СПб.—М. : Т-во М.О. Вольф, 1897. — Т. 2: Красильниковы; Дедушка Поликарп; Поярков; Старые годы; Медвежий угол; Непременный; Именинный пирог; Бабушкины россказни; На станции; Гриша; В Чудове. — 377 с.
- Полное собрание сочинений П.И. Мельникова (Андрея Печерского). — 1-е посмерт. полн. изд., доп., свер. и вновь просмотр. по рукописям. — СПб.—М. : Т-во М.О. Вольф, 1897. — Т. 3: В лесах. Часть первая. — 400 с.
- Полное собрание сочинений П.И. Мельникова (Андрея Печерского). — 1-е посмерт. полн. изд., доп., свер. и вновь просмотр. по рукописям. — СПб.—М. : Т-во М.О. Вольф, 1897. — Т. 4: В лесах. Часть вторая. — 385 с.
- Полное собрание сочинений П.И. Мельникова (Андрея Печерского). — 1-е посмерт. полн. изд., доп., свер. и вновь просмотр. по рукописям. — СПб.—М. : Т-во М.О. Вольф, 1897. — Т. 5: В лесах. Часть третья. — 366 с.
- Полное собрание сочинений П.И. Мельникова (Андрея Печерского). — 1-е посмерт. полн. изд., доп., свер. и вновь просмотр. по рукописям. — СПб.—М. : Т-во М.О. Вольф, 1897. — Т. 6: В лесах. Часть четвёртая. — 380 с.
- Полное собрание сочинений П.И. Мельникова (Андрея Печерского). — 1-е посмерт. полн. изд., доп., свер. и вновь просмотр. по рукописям. — СПб.—М. : Т-во М.О. Вольф, 1897. — Т. 7: На горах. Часть первая. — 417 с.
- Полное собрание сочинений П.И. Мельникова (Андрея Печерского). — 1-е посмерт. полн. изд., доп., свер. и вновь просмотр. по рукописям. — СПб.—М. : Т-во М.О. Вольф, 1898. — Т. 8: На горах. Часть вторая. — 393 с.
- Полное собрание сочинений П.И. Мельникова (Андрея Печерского). — 1-е посмерт. полн. изд., доп., свер. и вновь просмотр. по рукописям. — СПб.—М. : Т-во М.О. Вольф, 1898. — Т. 9: На горах. Часть третья. — 441 с.
- Полное собрание сочинений П.И. Мельникова (Андрея Печерского). — 1-е посмерт. полн. изд., доп., свер. и вновь просмотр. по рукописям. — СПб.—М. : Т-во М.О. Вольф, 1898. — Т. 10: На горах. Часть четвёртая. — 241 с.
- Полное собрание сочинений П.И. Мельникова (Андрея Печерского). — 1-е посмерт. полн. изд., доп., свер. и вновь просмотр. по рукописям. — СПб.—М. : Т-во М.О. Вольф, 1898. — Т. 11: Княжна Тараканова и принцесса Владимирская; Семейство Богачёвых; Старина; Балахонцовы. — 295 с.
- Полное собрание сочинений П.И. Мельникова (Андрея Печерского). — 1-е посмерт. полн. изд., доп., свер. и вновь просмотр. по рукописям. — СПб.—М. : Т-во М.О. Вольф, 1898. — Т. 12: Очерки Мордвы; Дорожные записки на пути из Тамбовской губернии в Сибирь; Статьи исторического содержания. — 432 с.
- Полное собрание сочинений П.И. Мельникова (Андрея Печерского). — 1-е посмерт. полн. изд., доп., свер. и вновь просмотр. по рукописям. — СПб.—М. : Т-во М.О. Вольф, 1898. — Т. 13: Очерки поповщины. Часть I. — 396 с.
- Полное собрание сочинений П.И. Мельникова (Андрея Печерского). — 1-е посмерт. полн. изд., доп., свер. и вновь просмотр. по рукописям. — СПб.—М. : Т-во М.О. Вольф, 1898. — Т. 14: Очерки поповщины. Часть II. — 396 с.

#### Энциклопедии
- Мельников-Печерский Павел Иванович / Глебов Ю. И. // Маниковский — Меотида. — М. : Большая российская энциклопедия, 2012. — (Большая российская энциклопедия : [в 35 т.] / гл. ред. Ю. С. Осипов ; 2004—2017, т. 19). — ISBN 978-5-85270-353-8.
- Боченков В. В. Мельников Павел Иванович // Православная энциклопедия. — М., 2016. — Т. XLIV : Маркелл II — Меркурий и Паисий. — С. 666—671. — 30 000 экз. — ISBN 978-5-89572-051-6.
- Мельников, Павел Иванович // Энциклопедический словарь Брокгауза и Ефрона : в 86 т. (82 т. и 4 доп.). — СПб., 1896. — Т. XIX. — С. 46—49.

#### Некрологи
- Бестужев-Рюмин К. Н. П. Ив. Мельников. Некролог // Журнал Министерства народного просвещения. — 1883. — Т. CCXXVI, № 3. — С. 43—49.
- П. И. Мельников: Некролог // Исторический вестник. — СПб.: Тип. А. С. Суворина, 1883. — Т. XI. — С. 719.

#### Прочая литература
- Аннинский Л. А. Ломавший. Повесть о Мельникове-Печерском // Три еретика : Повести о А. Ф. Писемском, П. И. Мельникове-Печерском, Н. С. Лескове. — М. : Книга, 1988. — С. 143—228. — 352 с. — (Писатели о писателях). — ISBN 5-212-00024-6.
- Боченков В. В. П. И. Мельников (Андрей Печерский): Мировоззрение, творчество, старообрядчество. — Ржев: Маргарит, 2008. — 348 с. — ISBN 978-5-87049-625-2
- Гаврилова А. Е. С. Т. Аксаков и П. И. Мельников-печерский (к истории празднования пятьдесят третьей годовщины Казанского университета) // Ученые записки Казанского университета. Серия Гуманитарные науки. — 2013. — Т. 155, вып. 2. — С. 15—21.
- Ерёмин М. П. П. И. Мельников (Андрей Печерский). Очерк жизни и творчества // П. И. Мельников (Андрей Печерский). Собрание сочинений в восьми томах. — М. : Правда, 1976. — Т. 1. — С. 3—52. — 368 с. — (Библиотека «Огонёк»).
- Карпов А. В. «Очерки мордвы» П.И. Мельникова и проблема этнической интерпретации «восстания волхвов» (1071 г.) // Universum: Общественные науки: электрон. научн. журн. — 2016. — № 12(30).
- Кудрина Л. Е., Селезнева Л. П. Павел Иванович Мельников-Печерский: жизнь и творчество: библиогр. указ / Науч. ред.,  и авт. вступ. ст. Ф. А. Селезнев. — Нижний Новгород : РИО НГОУНБ, 2013. — 224 с. — 75 экз.
- Кудряшов И. В. П. И. Мельников-Печерский в русской критике и литературоведении // Известия Волгоградского государственного педагогического университета. — 2005. — № 2. — С. 89—90.
- Лотман Л. М. Мельников-Печерский // История русской литературы : [арх. 11 февраля 2017]. — М.—Л. : АН СССР, 1956. — Т. 9, ч. 2. — С. 198—227.
- Мельников Павел Иванович // Список гражданским чинам первых четырех классов. Часть вторая. Чины четвертого класса. Список гражданским чинам четвертого класса. Исправлен по 25 января 1880 года. — СПб.: Типография Правительствующего сената, 1880. — С. 65—66.
- Прокофьева Н. Н., Николаева Е. В. П. И. Мельников (Андрей Печерский) // История русской литературы XIX века. В 3-х частях : Учебник для студентов вузов, обуч. по спец. 03.29.00 «Рус. яз. и лит.» / Под ред. В. И. Коровина. — М. : Гуманит. изд. центр ВЛАДОС, 2005. — Т. 3 (1870—1890-е годы). — С. 30—40. — ISBN 5-691-01411-0.
- Посадский А. Н. П. И. Мельников (Андрей Печерский) и мордовский край. — Саранск : Мордов. кн. изд-во, 1988. — 92 с. — ISBN 5-7595-0024-4.
- Садовской Б. Записки (1881—1916) / Публ. [вступ. ст. и примеч.] С. В. Шумихина. — Российский Архив: История Отечества в свидетельствах и документах XVIII—XX вв.: Альманах. — М. : Студия ТРИТЭ; Рос. Архив, 1994. — Т. 1. — С. 106—183. — 463 с.
- Соколова В. Ф. П. И. Мельников (Андрей Печерский): Очерк жизни и творчества. — Горький : Волго-Вятское кн. изд-во, 1981. — 191 с.
- Усов П. С. Павел Иванович Мельников (Андрей Печерский), его жизнь и литературная деятельность // Полное собрание сочинений П. И. Мельникова (Андрея Печерского). — СПб., М : М. О. Вольф, 1897. — Т. 1. — С. 1—316. — 324 с. — (Библиотека знаменитых писателей. Книга I, 1897 год).
- Селезнёв Ф. А. Павел Иванович Мельников-Печерский — основоположник нижегородского краеведения // Нижегородская старина. — 2014. — № 39/40. — С. 11—23.